# Liga Națională de handbal feminin 2018-2019
Liga Națională de handbal feminin 2018-2019 a fost a 61-a ediție a primului eșalon valoric al campionatului național de handbal feminin românesc, respectiv a 22-a ediție în sistemul Ligii Naționale. Competiția a fost organizată de Federația Română de Handbal (FRH). 

## Televizări
Mai multe partide au fost televizate. Spre deosebire de sezonul anterior, când companiile DigiSport și DolceSport au cumpărat împreună un pachet de meciuri și le-au transmis în comun, partidele sezonului 2018-2019 au fost televizate doar de canalele televiziunii naționale. Câteva partide de pe teren propriu ale CSM Roman și SCM Râmnicu Vâlcea au fost totuși difuzate în direct pe internet de către stația roman24online, respectiv pe contul YouTube al Curierului de Vâlcea.

## Parteneri oficiali
Partenerii oficiali ai FRH pentru ediția 2018-2019 a Ligii Naționale au fost:
- BRD - Groupe Société Générale
- Niro Investment Group
- Ministerul Tineretului și Sportului
- Ministerul Educației și Cercetării
- Comitetul Olimpic și Sportiv Român

## Săli
Partidele s-au jucat în principalele săli de sport din orașele de reședință ale echipelor. În București și Cluj meciurile s-au jucat în câte două săli, în funcție de disponibilitatea acestora și de potențialul de spectatori al partidelor. Cele două săli din București sunt Sala Polivalentă și Sala „Rapid”, iar cele din Cluj sunt Sala Polivalentă și Sala „Horia Demian”.
| București                              | București                             | Baia Mare                                         |
| -------------------------------------- | ------------------------------------- | ------------------------------------------------- |
| Sala „Rapid” Capacitate: 1.500         | Sala Polivalentă Capacitate: 5.300    | Sala „Lascăr Pană” Capacitate: 2.060              |
| Cluj                                   | Cluj                                  | Brașov                                            |
| Sala Polivalentă Capacitate: 7.227     | Sala „Horia Demian” Capacitate: 2.800 | Sala „Dumitru Popescu Colibași” Capacitate: 1.570 |
| Buzău                                  | Craiova                               | Râmnicu Vâlcea                                    |
| Sala „Romeo Iamandi” Capacitate: 1.868 | Sala Polivalentă Capacitate: 4.215    | Sala „Traian” Capacitate: 3.126                   |
|                                        |                                       |                                                   |

## Echipe participante
În afara echipelor care s-au clasat pe primele 10 poziții la sfârșitul ediției 2017-2018 și care și-au păstrat astfel locul în Liga Națională, au mai promovat din Divizia A echipele clasate pe locul 1 în cele două serii. Aceste echipe sunt: SCM Gloria Buzău, câștigătoarea Seriei A, respectiv CS Minaur Baia Mare, câștigătoarea Seriei B. Alte două echipe, CSU Danubius Galați și CSM Slatina, au fost decise în urma unui turneu de baraj.
Pe data de 26 august 2018, CSU Danubius Galați a anunțat pe pagina sa oficială Facebook că „a devenit istorie” și că „va fi preluată integral de clubul municipalității, CSM Galați”. Pe data de 31 august 2018, Consiliul de Administrație al Federației Române de Handbal a aprobat preluarea CSU Danubius Galați de către CSM Galați, permițând acestei din urmă echipe să evolueze în Liga Națională.
Astfel, echipele care au participat în sezonul competițional 2018-2019 al Ligii Naționale de handbal feminin sunt:
| - CSM București - SCM Craiova - CS Măgura Cisnădie - SCM Râmnicu Vâlcea - HC Zalău - CS Gloria Bistrița - Corona Brașov | - CSM Roman1) - HC Dunărea Brăila - „U” Cluj - CSM Slatina - CSM Galați - SCM Gloria Buzău - CS Minaur Baia Mare |

## Clasament
|  | Echipe care au participat la barajul de promovare |
|  | Echipă retrogradată în Divizia A                  |
|  | Echipă retrasă din Liga Națională                 |

Actualizat pe 19 mai 2019; modificat după retragerea CSM Roman din Liga Națională2)
| Poz. | Echipa               | J  | V  | E | Î  | GM  | GP  | DG    | P  |
| ---- | -------------------- | -- | -- | - | -- | --- | --- | ----- | -- |
| 1    | SCM Râmnicu Vâlcea3) | 24 | 22 | 0 | 2  | 654 | 539 | + 115 | 66 |
| 2    | CSM București        | 24 | 22 | 0 | 2  | 708 | 565 | + 143 | 66 |
| 3    | CS Gloria Bistrița   | 24 | 14 | 0 | 10 | 598 | 588 | + 10  | 42 |
| 4    | CS Măgura Cisnădie   | 24 | 13 | 2 | 9  | 579 | 575 | + 4   | 41 |
| 5    | Corona Brașov        | 24 | 13 | 1 | 10 | 607 | 598 | + 9   | 40 |
| 6    | SCM Craiova          | 24 | 13 | 0 | 11 | 579 | 558 | + 21  | 39 |
| 7    | SCM Gloria Buzău4)   | 24 | 10 | 3 | 11 | 568 | 575 | – 7   | 33 |
| 8    | HC Zalău             | 24 | 10 | 3 | 11 | 647 | 650 | – 3   | 33 |
| 9    | HC Dunărea Brăila    | 24 | 9  | 2 | 13 | 576 | 593 | – 17  | 29 |
| 10   | CS Minaur Baia Mare  | 24 | 9  | 1 | 14 | 577 | 601 | – 24  | 28 |
| 11   | CSM Slatina          | 24 | 8  | 2 | 14 | 551 | 589 | – 38  | 26 |
| 12   | „U” Cluj             | 24 | 4  | 0 | 20 | 620 | 704 | – 84  | 12 |
| 13   | CSM Galați           | 24 | 1  | 2 | 21 | 503 | 632 | – 129 | 5  |
| 14   | CSM Roman1)          | 7  | 0  | 0 | 7  | 151 | 189 | – 38  | 0  |

1) Pe 31 octombrie 2018, primăria municipiului Roman a făcut public faptul că, „alături de membrii Consiliului de Administrație al Clubului Sportiv Municipal (CSM) Roman, a luat decizia [...] de a închide activitatea [...] CSM Handbal, care, în ciuda eforturilor financiare depuse de întreg bugetul local, nu se ridică la nivelul de performanță așteptat”. Hotărârea Consiliului de Administrație al CSM Roman fusese adoptată într-o ședință din ziua anterioară, marți, 30 octombrie 2018. 
2) În urma retragerii CSM Roman, în Liga Națională au rămas doar 13 echipe, iar rezultatele înregistrate de CSM Roman până în acel moment au fost anulate. Clasamentul general a fost actualizat prin scăderea numărului partidelor, a punctelor obținute, a golurilor înscrise și a golurilor marcate de celelalte echipe în meciurile disputate împotriva CSM Roman. 
3) SCM Râmnicu Vâlcea și CSM București au terminat sezonul la egalitate de puncte, însă echipa din Râmnicu Vâlcea a câștigat campionatul având un golaveraj superior în meciurile directe cu echipa din București.
4) SCM Gloria Buzău și HC Zalău au terminat sezonul la egalitate de puncte, însă echipa din Buzău a avut un golaveraj superior în meciurile directe cu echipa din Zalău (SCM Gloria Buzău - HC Zalău: 25–24 / HC Zalău - SCM Gloria Buzău: 26–26), iar departajarea s-a făcut conform articolului 3, aliniatul 3.1.1.a) din regulamentul de desfășurare a competiției.

## Partide
Meciurile ediției 2018-19 a Ligii Naționale de handbal feminin s-au jucat în sistem fiecare cu fiecare cu tur și retur, fără Play-Off și Play-Out, iar programul acestora a fost alcătuit după Tabela Berger. Calendarul Competițional s-a stabilit prin tragerea la sorți care a avut loc la București, pe 28 iunie 2018.. Datele de desfășurare a partidelor au fost anunțate ulterior.

## Rezultate în tur
Date oficiale publicate de Federația Română de Handbal

### Etapa I
| 1 septembrie 2018 TVR 117:30 | SCM Craiova | 30 - 22 | HC Dunărea Brăila | Sala Polivalentă, Craiova Arbitri: Ghiorghișor, State |
| 1 septembrie 2018 TVR 117:30 | Florianu 11 | (14-8)  | Vătu 9            | Sala Polivalentă, Craiova Arbitri: Ghiorghișor, State |
| 1 septembrie 2018 TVR 117:30 | 2× 3×       | Cronica | 1× 2× 1× 1×       | Sala Polivalentă, Craiova Arbitri: Ghiorghișor, State |

| 2 septembrie 2018 11:00 | SCM Gloria Buzău | 14 - 24 | SCM Râmnicu Vâlcea | Sala Sporturilor „Romeo Iamandi”, Buzău Arbitri: Drăgănescu, Eremia |
| 2 septembrie 2018 11:00 | Mărginean 4      | (6-10)  | Glibko 5           | Sala Sporturilor „Romeo Iamandi”, Buzău Arbitri: Drăgănescu, Eremia |
| 2 septembrie 2018 11:00 | 3× 2×            | Cronica | 4× 2×              | Sala Sporturilor „Romeo Iamandi”, Buzău Arbitri: Drăgănescu, Eremia |

| 2 septembrie 2018 11:00 | CSM Slatina | 19 - 22 | CS Măgura Cisnădie | Sala de sport a LPS, Slatina Arbitri: Mârza, Nedelea |
| 2 septembrie 2018 11:00 | Dăscălete 5 | (11-13) | Araújo, Moldovan 7 | Sala de sport a LPS, Slatina Arbitri: Mârza, Nedelea |
| 2 septembrie 2018 11:00 | 2× 3×       | Cronica | 3× 2×              | Sala de sport a LPS, Slatina Arbitri: Mârza, Nedelea |

| 2 septembrie 2018 16:00 | „U” Cluj    | 28 - 30 | Corona Brașov      | Sala Sporturilor „Horia Demian”, Cluj Arbitri: Băducu, Voicu |
| 2 septembrie 2018 16:00 | Senocico 17 | (12-15) | Dmitrović, Tîrcă 7 | Sala Sporturilor „Horia Demian”, Cluj Arbitri: Băducu, Voicu |
| 2 septembrie 2018 16:00 | 3× 3×       | Cronica | 6× 3×              | Sala Sporturilor „Horia Demian”, Cluj Arbitri: Băducu, Voicu |

| 2 septembrie 2018 TVR 117:30 | HC Zalău             | 22 - 26 | CSM București | Sala Sporturilor „Gheorghe Tadici”, Zalău Arbitri: Ifrim, Ilisei |
| 2 septembrie 2018 TVR 117:30 | Mihalcea, Szőllősi 4 | (9-14)  | Radičević 7   | Sala Sporturilor „Gheorghe Tadici”, Zalău Arbitri: Ifrim, Ilisei |
| 2 septembrie 2018 TVR 117:30 | 3× 2×                | Cronica | 8× 2×         | Sala Sporturilor „Gheorghe Tadici”, Zalău Arbitri: Ifrim, Ilisei |

| 2 septembrie 2018 17:30 | CS Gloria Bistrița | 30 - 25 | CSM Roman | Sala Polivalentă, Bistrița Arbitri: Gorina, Melencu |
| 2 septembrie 2018 17:30 | Țiplea 8           | (18-14) | Simion 9  | Sala Polivalentă, Bistrița Arbitri: Gorina, Melencu |
| 2 septembrie 2018 17:30 | 2× 3×              | Cronica | 3× 2×     | Sala Polivalentă, Bistrița Arbitri: Gorina, Melencu |

| 2 septembrie 2018 18:00 | CS Minaur Baia Mare | 25 - 21 | CSM Galați   | Sala Sporturilor „Lascăr Pană”, Baia Mare Asistență: 800 Arbitri: Constantin, Gál |
| 2 septembrie 2018 18:00 | Lisewska 10         | (13-10) | Livrinikj 11 | Sala Sporturilor „Lascăr Pană”, Baia Mare Asistență: 800 Arbitri: Constantin, Gál |
| 2 septembrie 2018 18:00 | 2× 2×               | Cronica | 6× 1×        | Sala Sporturilor „Lascăr Pană”, Baia Mare Asistență: 800 Arbitri: Constantin, Gál |

### Etapa a II-a
| 8 septembrie 2018 11:00 | „U” Cluj   | 20 - 21 | CSM Slatina | Sala Sporturilor „Horia Demian”, Cluj Arbitri: Iliescu, Manea |
| 8 septembrie 2018 11:00 | Ćorković 7 | (8-9)   | Lazăr 7     | Sala Sporturilor „Horia Demian”, Cluj Arbitri: Iliescu, Manea |
| 8 septembrie 2018 11:00 | 1× 3×      | Cronica | 2× 3×       | Sala Sporturilor „Horia Demian”, Cluj Arbitri: Iliescu, Manea |

| 9 septembrie 2018 roman24online11:00 | CSM Roman | 18 - 19 | SCM Gloria Buzău | Sala Polivalentă, Roman Arbitri: Nițișor, Stamatoiu |
| 9 septembrie 2018 roman24online11:00 | Todor 5   | (6-9)   | Ilie, Ilina 5    | Sala Polivalentă, Roman Arbitri: Nițișor, Stamatoiu |
| 9 septembrie 2018 roman24online11:00 | 1× 3×     | Cronica | 6× 2×            | Sala Polivalentă, Roman Arbitri: Nițișor, Stamatoiu |

| 9 septembrie 2018 17:00 | HC Dunărea Brăila | 24 - 24 | CS Minaur Baia Mare | Sala Polivalentă „Danubius”, Brăila Asistență: 1.600 Arbitri: Mârza, Nedelea |
| 9 septembrie 2018 17:00 | Vătu 7            | (13-12) | Ryšánková 7         | Sala Polivalentă „Danubius”, Brăila Asistență: 1.600 Arbitri: Mârza, Nedelea |
| 9 septembrie 2018 17:00 | 3× 2×             | Cronica | 5× 2×               | Sala Polivalentă „Danubius”, Brăila Asistență: 1.600 Arbitri: Mârza, Nedelea |

| 9 septembrie 2018 17:00 | CSM Galați  | 24 - 24 | HC Zalău         | Sala Sporturilor, Galați Arbitri: Năstase, Stancu |
| 9 septembrie 2018 17:00 | Livrinikj 9 | (9-14)  | Constantinescu 8 | Sala Sporturilor, Galați Arbitri: Năstase, Stancu |
| 9 septembrie 2018 17:00 | 2× 2×       | Cronica | 5× 2×            | Sala Sporturilor, Galați Arbitri: Năstase, Stancu |

| 9 septembrie 2018 TVR 117:30 | Corona Brașov         | 20 - 22 | CSM București | Sala „Dumitru Popescu Colibași”, Brașov Arbitri: Murariu, Tăbăcariu |
| 9 septembrie 2018 TVR 117:30 | Buceschi, Dmitrović 5 | (12-10) | Kurtović 6    | Sala „Dumitru Popescu Colibași”, Brașov Arbitri: Murariu, Tăbăcariu |
| 9 septembrie 2018 TVR 117:30 | 1×                    | Cronica | 2× 3×         | Sala „Dumitru Popescu Colibași”, Brașov Arbitri: Murariu, Tăbăcariu |

| 9 septembrie 2018 18:00 | CS Măgura Cisnădie | 22 - 21 | CS Gloria Bistrița | Sala Polivalentă „Măgura”, Cisnădie Arbitri: Harabagiu, Stănescu |
| 9 septembrie 2018 18:00 | Araújo, Gatzel 5   | (12-9)  | Țiplea 10          | Sala Polivalentă „Măgura”, Cisnădie Arbitri: Harabagiu, Stănescu |
| 9 septembrie 2018 18:00 | 3× 3×              | Cronica | 5× 2×              | Sala Polivalentă „Măgura”, Cisnădie Arbitri: Harabagiu, Stănescu |

| 13 septembrie 2018 TVR 117:30 | SCM Râmnicu Vâlcea | 27 - 232) | SCM Craiova     | Sala Sporturilor „Traian”, Râmnicu Vâlcea Arbitri: Moldoveanu, Georgescu |
| 13 septembrie 2018 TVR 117:30 | López 9            | (12-10)   | Gjeorgjievska 6 | Sala Sporturilor „Traian”, Râmnicu Vâlcea Arbitri: Moldoveanu, Georgescu |
| 13 septembrie 2018 TVR 117:30 | 6× 3×              | Cronica   | 6× 3× 2× 2×     | Sala Sporturilor „Traian”, Râmnicu Vâlcea Arbitri: Moldoveanu, Georgescu |

### Etapa a III-a
| 15 septembrie 2018 13:00 | SCM Gloria Buzău | 25 - 25 | CS Măgura Cisnădie | Sala Sporturilor „Romeo Iamandi”, Buzău Arbitri: Badiu, Barbu |
| 15 septembrie 2018 13:00 | Ilina 9          | (13-11) | Moldovan 9         | Sala Sporturilor „Romeo Iamandi”, Buzău Arbitri: Badiu, Barbu |
| 15 septembrie 2018 13:00 | 7× 2×            | Cronica | 9× 1× 1×           | Sala Sporturilor „Romeo Iamandi”, Buzău Arbitri: Badiu, Barbu |

| 16 septembrie 2018 11:00 | CSM Slatina | 24 - 24 | Corona Brașov | Sala de sport a LPS, Slatina Arbitri: Șerbu, Vasilescu |
| 16 septembrie 2018 11:00 | Ostase 7    | (13-15) | Vetkova 5     | Sala de sport a LPS, Slatina Arbitri: Șerbu, Vasilescu |
| 16 septembrie 2018 11:00 | 7× 3×       | Cronica | 5× 3×         | Sala de sport a LPS, Slatina Arbitri: Șerbu, Vasilescu |

| 16 septembrie 2018 TVR 213:30 | SCM Craiova  | 32 - 24 | CSM Roman            | Sala Polivalentă, Craiova Asistență: 1.000 Arbitri: Constantin, Gál |
| 16 septembrie 2018 TVR 213:30 | Trifunović 6 | (14-8)  | Polocoșer, Stoleru 4 | Sala Polivalentă, Craiova Asistență: 1.000 Arbitri: Constantin, Gál |
| 16 septembrie 2018 TVR 213:30 | 5× 3×        | Cronica | 4× 3×                | Sala Polivalentă, Craiova Asistență: 1.000 Arbitri: Constantin, Gál |

| 16 septembrie 2018 TVR 117:30 | CSM București | 26 - 19 | CSM Galați      | Sala „Rapid”, București Arbitri: Cruceru, Rădulescu |
| 16 septembrie 2018 TVR 117:30 | Hagman 7      | (14-8)  | Stroia, Șeiko 6 | Sala „Rapid”, București Arbitri: Cruceru, Rădulescu |
| 16 septembrie 2018 TVR 117:30 | 3× 3×         | Cronica | 5× 3×           | Sala „Rapid”, București Arbitri: Cruceru, Rădulescu |

| 16 septembrie 2018 18:00 | CS Minaur Baia Mare | 23 - 25 | SCM Râmnicu Vâlcea | Sala Sporturilor „Lascăr Pană”, Baia Mare Asistență: 1.500 Arbitri: Ghiorghișor, State |
| 16 septembrie 2018 18:00 | Lisewska 10         | (12-11) | López 7            | Sala Sporturilor „Lascăr Pană”, Baia Mare Asistență: 1.500 Arbitri: Ghiorghișor, State |
| 16 septembrie 2018 18:00 | 3× 3×               | Cronica | 3× 3×              | Sala Sporturilor „Lascăr Pană”, Baia Mare Asistență: 1.500 Arbitri: Ghiorghișor, State |

| 16 septembrie 2018 18:00 | CS Gloria Bistrița | 27 - 23 | „U” Cluj | Sala Polivalentă, Bistrița Arbitri: Din, Manafu |
| 16 septembrie 2018 18:00 | Țiplea 9           | (10-11) | Lazăr 7  | Sala Polivalentă, Bistrița Arbitri: Din, Manafu |
| 16 septembrie 2018 18:00 | 3× 3×              | Cronica | 8× 3×    | Sala Polivalentă, Bistrița Arbitri: Din, Manafu |

| 16 septembrie 2018 18:00 | HC Zalău   | 22 - 19 | HC Dunărea Brăila | Sala Sporturilor „Gheorghe Tadici”, Zalău Arbitri: Băducu, Voicu |
| 16 septembrie 2018 18:00 | Szőllősi 7 | (10-7)  | Vătu 9            | Sala Sporturilor „Gheorghe Tadici”, Zalău Arbitri: Băducu, Voicu |
| 16 septembrie 2018 18:00 | 2× 3×      | Cronica | 2× 3×             | Sala Sporturilor „Gheorghe Tadici”, Zalău Arbitri: Băducu, Voicu |

### Etapa a IV-a
| 19 septembrie 2018 TVR 117:30 | CS Măgura Cisnădie | 25 - 22 | SCM Craiova | Sala Polivalentă „Măgura”, Cisnădie Arbitri: Ghiorghișor, State |
| 19 septembrie 2018 TVR 117:30 | Moldovan 9         | (12-13) | Zamfir 8    | Sala Polivalentă „Măgura”, Cisnădie Arbitri: Ghiorghișor, State |
| 19 septembrie 2018 TVR 117:30 | 3× 2×              | Cronica | 6× 3×       | Sala Polivalentă „Măgura”, Cisnădie Arbitri: Ghiorghișor, State |

| 20 septembrie 2018 roman24online17:00 | CSM Roman    | 26 - 27 | CS Minaur Baia Mare | Sala Polivalentă, Roman Asistență: 150 Arbitri: Iliescu, Manea |
| 20 septembrie 2018 roman24online17:00 | Havronina 10 | (12-14) | Lisewska 7          | Sala Polivalentă, Roman Asistență: 150 Arbitri: Iliescu, Manea |
| 20 septembrie 2018 roman24online17:00 | 1× 3×        | Cronica | 1× 2×               | Sala Polivalentă, Roman Asistență: 150 Arbitri: Iliescu, Manea |

| 20 septembrie 2018 TVR 117:30 | HC Dunărea Brăila | 22 - 35 | CSM București      | Sala Polivalentă „Danubius”, Brăila Arbitri: Basso, Tofan |
| 20 septembrie 2018 TVR 117:30 | Berbece, Vătu 5   | (8-18)  | Lekić, Radičević 7 | Sala Polivalentă „Danubius”, Brăila Arbitri: Basso, Tofan |
| 20 septembrie 2018 TVR 117:30 | 1× 2×             | Cronica | 4× 1×              | Sala Polivalentă „Danubius”, Brăila Arbitri: Basso, Tofan |

| 20 septembrie 2018 Curierul de Vâlcea18:00 | SCM Râmnicu Vâlcea | 29 - 24 | HC Zalău                    | Sala Sporturilor „Traian”, Râmnicu Vâlcea Arbitri: Drăgănescu, Eremia |
| 20 septembrie 2018 Curierul de Vâlcea18:00 | Da Silva 8         | (15-11) | Panici, Severin, Szőllősi 5 | Sala Sporturilor „Traian”, Râmnicu Vâlcea Arbitri: Drăgănescu, Eremia |
| 20 septembrie 2018 Curierul de Vâlcea18:00 | 8× 3× 1×           | Cronica | 6× 3×                       | Sala Sporturilor „Traian”, Râmnicu Vâlcea Arbitri: Drăgănescu, Eremia |

| 20 septembrie 2018 18:00 | CSM Slatina | 22 - 18 | CS Gloria Bistrița | Sala de sport a LPS, Slatina Arbitri: Gurbina, Stanciu |
| 20 septembrie 2018 18:00 | Vădineanu 6 | (11-7)  | Țiplea 8           | Sala de sport a LPS, Slatina Arbitri: Gurbina, Stanciu |
| 20 septembrie 2018 18:00 | 3× 3×       | Cronica | 5× 2×              | Sala de sport a LPS, Slatina Arbitri: Gurbina, Stanciu |

| 20 septembrie 2018 18:00 | Corona Brașov | 31 - 21 | CSM Galați | Sala „Dumitru Popescu Colibași”, Brașov Arbitri: Agliceriu, Turdean |
| 20 septembrie 2018 18:00 | Dmitrović 7   | (17-12) | Balaban 6  | Sala „Dumitru Popescu Colibași”, Brașov Arbitri: Agliceriu, Turdean |
| 20 septembrie 2018 18:00 | 4× 3×         | Cronica | 2× 2×      | Sala „Dumitru Popescu Colibași”, Brașov Arbitri: Agliceriu, Turdean |

| 20 septembrie 2018 18:00 | „U” Cluj   | 18 - 19 | SCM Gloria Buzău | Sala Sporturilor „Horia Demian”, Cluj Arbitri: Stark, Ștefan |
| 20 septembrie 2018 18:00 | Senocico 7 | (11-9)  | Gedroit 5        | Sala Sporturilor „Horia Demian”, Cluj Arbitri: Stark, Ștefan |
| 20 septembrie 2018 18:00 | 3× 3×      | Cronica | 4× 2×            | Sala Sporturilor „Horia Demian”, Cluj Arbitri: Stark, Ștefan |

### Etapa a V-a
| 4 octombrie 2018 TVR 117:30 | HC Zalău   | 31 - 21 | CSM Roman   | Sala Sporturilor „Gheorghe Tadici”, Zalău Arbitri: Stark, Ștefan |
| 4 octombrie 2018 TVR 117:30 | Szőllősi 8 | (17-15) | Havronina 6 | Sala Sporturilor „Gheorghe Tadici”, Zalău Arbitri: Stark, Ștefan |
| 4 octombrie 2018 TVR 117:30 | 3× 2×      | Cronica | 3× 3×       | Sala Sporturilor „Gheorghe Tadici”, Zalău Arbitri: Stark, Ștefan |

| 5 octombrie 2018 18:00 | CS Minaur Baia Mare | 23 - 30 | CS Măgura Cisnădie | Sala Sporturilor „Lascăr Pană”, Baia Mare Asistență: 600 Arbitri: Gurbina, Stanciu |
| 5 octombrie 2018 18:00 | Ryšánková 5         | (11-13) | Araújo 9           | Sala Sporturilor „Lascăr Pană”, Baia Mare Asistență: 600 Arbitri: Gurbina, Stanciu |
| 5 octombrie 2018 18:00 | 2× 3×               | Cronica | 1× 2×              | Sala Sporturilor „Lascăr Pană”, Baia Mare Asistență: 600 Arbitri: Gurbina, Stanciu |

| 6 octombrie 2018 TVR 117:30 | SCM Craiova | 37 - 26 | „U” Cluj       | Sala Polivalentă, Craiova Arbitri: Doană, Gociu |
| 6 octombrie 2018 TVR 117:30 | Țicu 8      | (17-14) | Senocico-Ani 5 | Sala Polivalentă, Craiova Arbitri: Doană, Gociu |
| 6 octombrie 2018 TVR 117:30 | 4× 2×       | Cronica | 3× 3×          | Sala Polivalentă, Craiova Arbitri: Doană, Gociu |

| 7 octombrie 2018 11:00 | SCM Gloria Buzău | 28 - 20 | CSM Slatina | Sala Sporturilor „Romeo Iamandi”, Buzău Arbitri: Din, Manafu |
| 7 octombrie 2018 11:00 | Viniukova 7      | (13-11) | Andrei 10   | Sala Sporturilor „Romeo Iamandi”, Buzău Arbitri: Din, Manafu |
| 7 octombrie 2018 11:00 | 3× 3×            | Cronica | 5× 2×       | Sala Sporturilor „Romeo Iamandi”, Buzău Arbitri: Din, Manafu |

| 7 octombrie 2018 TVR 117:30 | CS Gloria Bistrița | 21 - 24 | Corona Brașov | Sala Polivalentă, Bistrița Asistență: 800 Arbitri: Florescu, Stoia |
| 7 octombrie 2018 TVR 117:30 | Dincă 5            | (12-9)  | Tîrcă 8       | Sala Polivalentă, Bistrița Asistență: 800 Arbitri: Florescu, Stoia |
| 7 octombrie 2018 TVR 117:30 | 3× 3×              | Cronica | 2× 3×         | Sala Polivalentă, Bistrița Asistență: 800 Arbitri: Florescu, Stoia |

| 9 octombrie 2018 TVR 117:30 | CSM București | 19 - 22 | SCM Râmnicu Vâlcea | Sala Polivalentă, București Arbitri: Gorina, Melencu |
| 9 octombrie 2018 TVR 117:30 | Radičević 6   | (9-13)  | Glibko 9           | Sala Polivalentă, București Arbitri: Gorina, Melencu |
| 9 octombrie 2018 TVR 117:30 | 1× 2×         | Cronica | 4× 4×              | Sala Polivalentă, București Arbitri: Gorina, Melencu |

| 10 octombrie 2018 17:30 | CSM Galați | 22 - 16 | HC Dunărea Brăila | Sala Sporturilor, Galați Asistență: 1.000 Arbitri: Georgescu, Moldoveanu |
| 10 octombrie 2018 17:30 | Andrița 9  | (10-7)  | Vătu 7            | Sala Sporturilor, Galați Asistență: 1.000 Arbitri: Georgescu, Moldoveanu |
| 10 octombrie 2018 17:30 | 3× 3×      | Cronica | 3× 3×             | Sala Sporturilor, Galați Asistență: 1.000 Arbitri: Georgescu, Moldoveanu |

### Etapa a VI-a
| 16 octombrie 2018 TVR HD17:30 | SCM Râmnicu Vâlcea                  | 27 - 15 | CSM Galați | Sala Sporturilor „Traian”, Râmnicu Vâlcea Arbitri: Gurbina, Stanciu |
| 16 octombrie 2018 TVR HD17:30 | Badea, Glibko, Popa, Vasilevskaia 4 | (13-9)  | Șeiko 5    | Sala Sporturilor „Traian”, Râmnicu Vâlcea Arbitri: Gurbina, Stanciu |
| 16 octombrie 2018 TVR HD17:30 | 5× 3×                               | Cronica | 2× 2×      | Sala Sporturilor „Traian”, Râmnicu Vâlcea Arbitri: Gurbina, Stanciu |

| 18 octombrie 2018 17:00 | CS Măgura Cisnădie | 24 - 24 | HC Zalău         | Sala Polivalentă „Măgura”, Cisnădie Arbitri: Mârza, Nedelea |
| 18 octombrie 2018 17:00 | Boljević 9         | (13-10) | Constantinescu 6 | Sala Polivalentă „Măgura”, Cisnădie Arbitri: Mârza, Nedelea |
| 18 octombrie 2018 17:00 | 4× 1×              | Cronica | 5× 3×            | Sala Polivalentă „Măgura”, Cisnădie Arbitri: Mârza, Nedelea |

| 20 octombrie 2018 12:00 | CS Gloria Bistrița | 29 - 27 | SCM Gloria Buzău | Sala Polivalentă, Bistrița Arbitri: Șerbu, Vasilescu |
| 20 octombrie 2018 12:00 | Țiplea 8           | (15-14) | Ilina 9          | Sala Polivalentă, Bistrița Arbitri: Șerbu, Vasilescu |
| 20 octombrie 2018 12:00 | 3× 2×              | Cronica | 4× 3×            | Sala Polivalentă, Bistrița Arbitri: Șerbu, Vasilescu |

| 21 octombrie 2018 11:00 | CSM Slatina | 19 - 23 | SCM Craiova | Sala de sport a LPS, Slatina Arbitri: Florescu, Stoia |
| 21 octombrie 2018 11:00 | Ostase 6    | (6-8)   | Zamfir 8    | Sala de sport a LPS, Slatina Arbitri: Florescu, Stoia |
| 21 octombrie 2018 11:00 | 2× 1×       | Cronica | 4× 3×       | Sala de sport a LPS, Slatina Arbitri: Florescu, Stoia |

| 21 octombrie 2018 TVR 211:00 | „U” Cluj   | 23 - 29 | CS Minaur Baia Mare | Sala Sporturilor „Horia Demian”, Cluj Asistență: 300 Arbitri: Năstase, Stancu |
| 21 octombrie 2018 TVR 211:00 | Senocico 7 | (10-12) | Burlacenko 9        | Sala Sporturilor „Horia Demian”, Cluj Asistență: 300 Arbitri: Năstase, Stancu |
| 21 octombrie 2018 TVR 211:00 | 1× 3×      | Cronica | 4× 1×               | Sala Sporturilor „Horia Demian”, Cluj Asistență: 300 Arbitri: Năstase, Stancu |

| 21 octombrie 2018 TVR 117:30 | Corona Brașov | 27 - 23 | HC Dunărea Brăila | Sala „Dumitru Popescu Colibași”, Brașov Arbitri: Ghiorghișor, State |
| 21 octombrie 2018 TVR 117:30 | Buceschi 9    | (15-12) | Șuțka-Burtea 5    | Sala „Dumitru Popescu Colibași”, Brașov Arbitri: Ghiorghișor, State |
| 21 octombrie 2018 TVR 117:30 | 2×            | Cronica | 5× 3×             | Sala „Dumitru Popescu Colibași”, Brașov Arbitri: Ghiorghișor, State |

| 24 octombrie 2018 TVR HD17:30 | CSM Roman | 17 - 28 | CSM București   | Sala Polivalentă, Roman Arbitri: Florescu, Stoia |
| 24 octombrie 2018 TVR HD17:30 | Simion 7  | (13-14) | Curea, Cvijić 6 | Sala Polivalentă, Roman Arbitri: Florescu, Stoia |
| 24 octombrie 2018 TVR HD17:30 | 1× 3×     | Cronica | 3× 3×           | Sala Polivalentă, Roman Arbitri: Florescu, Stoia |

### Etapa a VII-a
| 27 octombrie 2018 TVR 117:30 | CSM București | 36 - 19 | CS Măgura Cisnădie | Sala „Rapid”, București Arbitri: Georgescu, Moldoveanu |
| 27 octombrie 2018 TVR 117:30 | Neagu 11      | (17-10) | Gatzel 10          | Sala „Rapid”, București Arbitri: Georgescu, Moldoveanu |
| 27 octombrie 2018 TVR 117:30 | 5× 3×         | Cronica | 2× 3×              | Sala „Rapid”, București Arbitri: Georgescu, Moldoveanu |

| 27 octombrie 2018 18:00 | CS Minaur Baia Mare | 29 - 26 | CSM Slatina | Sala Sporturilor „Lascăr Pană”, Baia Mare Asistență: 800 Arbitri: Barbu, Badiu |
| 27 octombrie 2018 18:00 | Ryšánková 7         | (15-13) | Andrei 12   | Sala Sporturilor „Lascăr Pană”, Baia Mare Asistență: 800 Arbitri: Barbu, Badiu |
| 27 octombrie 2018 18:00 | 3× 2×               | Cronica | 6× 2×       | Sala Sporturilor „Lascăr Pană”, Baia Mare Asistență: 800 Arbitri: Barbu, Badiu |

| 28 octombrie 2018 TVR 211:00 | SCM Craiova | 19 - 22 | CS Gloria Bistrița | Sala Polivalentă, Craiova Arbitri: Năstase, Stancu |
| 28 octombrie 2018 TVR 211:00 | Țicu 9      | (9-10)  | Rodríguez 9        | Sala Polivalentă, Craiova Arbitri: Năstase, Stancu |
| 28 octombrie 2018 TVR 211:00 | 1× 2×       | Cronica | 4× 3×              | Sala Polivalentă, Craiova Arbitri: Năstase, Stancu |

| 28 octombrie 2018 11:00 | SCM Gloria Buzău | 19 - 25 | Corona Brașov | Sala Sporturilor „Romeo Iamandi”, Buzău Arbitri: Iliescu, Manea |
| 28 octombrie 2018 11:00 | Ilie 5           | (8-13)  | Buceschi 6    | Sala Sporturilor „Romeo Iamandi”, Buzău Arbitri: Iliescu, Manea |
| 28 octombrie 2018 11:00 | 4× 2×            | Cronica | 4× 2×         | Sala Sporturilor „Romeo Iamandi”, Buzău Arbitri: Iliescu, Manea |

| 28 octombrie 2018 17:00 | HC Zalău  | 38 - 32 | „U” Cluj | Sala Sporturilor „Gheorghe Tadici”, Zalău Arbitri: Belean, Sas |
| 28 octombrie 2018 17:00 | Panici 10 | (24-15) | Lazăr 9  | Sala Sporturilor „Gheorghe Tadici”, Zalău Arbitri: Belean, Sas |
| 28 octombrie 2018 17:00 | 2× 3×     | Cronica | 5× 2×    | Sala Sporturilor „Gheorghe Tadici”, Zalău Arbitri: Belean, Sas |

| 28 octombrie 2018 Curierul de Vâlcea17:30 | HC Dunărea Brăila | 27 - 31 | SCM Râmnicu Vâlcea | Sala Polivalentă „Danubius”, Brăila Arbitri: Stark, Ștefan |
| 28 octombrie 2018 Curierul de Vâlcea17:30 | Vătu 8            | (13-17) | Popa 9             | Sala Polivalentă „Danubius”, Brăila Arbitri: Stark, Ștefan |
| 28 octombrie 2018 Curierul de Vâlcea17:30 | 3× 3× 1×          | Cronica | 7× 3×              | Sala Polivalentă „Danubius”, Brăila Arbitri: Stark, Ștefan |

| 28 octombrie 2018 17:30 | CSM Galați         | 22 - 201) | CSM Roman   | Sala Sporturilor, Galați Arbitri: Băducu, Voicu |
| 28 octombrie 2018 17:30 | Andrița, Cioaric 6 | (10-12)   | Havronina 5 | Sala Sporturilor, Galați Arbitri: Băducu, Voicu |
| 28 octombrie 2018 17:30 | 5× 3×              | Cronica   | 5× 3× 1×    | Sala Sporturilor, Galați Arbitri: Băducu, Voicu |

1) Pe 31 octombrie 2018, primăria municipiului Roman a făcut public faptul că, „alături de membrii Consiliului de Administrație al Clubului Sportiv Municipal (CSM) Roman, a luat decizia [...] de a închide activitatea [...] CSM Handbal, care, în ciuda eforturilor financiare depuse de întreg bugetul local, nu se ridică la nivelul de performanță așteptat”. Hotărârea Consiliului de Administrație al CSM Roman fusese adoptată într-o ședință din ziua anterioară, marți, 30 octombrie 2018.
| Poz. | Echipa              | J | V | E | Î | GM  | GP  | DG   | P  |
| ---- | ------------------- | - | - | - | - | --- | --- | ---- | -- |
| 1    | SCM Râmnicu Vâlcea  | 7 | 7 | 0 | 0 | 185 | 145 | + 40 | 21 |
| 2    | CSM București       | 7 | 6 | 0 | 1 | 192 | 141 | + 51 | 18 |
| 3    | Corona Brașov       | 7 | 5 | 1 | 1 | 181 | 158 | + 23 | 16 |
| 4    | CS Măgura Cisnădie  | 7 | 4 | 2 | 1 | 167 | 170 | – 3  | 14 |
| 5    | CS Minaur Baia Mare | 7 | 4 | 1 | 2 | 180 | 175 | + 5  | 13 |
| 6    | SCM Craiova         | 7 | 4 | 0 | 3 | 186 | 165 | + 21 | 12 |
| 7    | CS Gloria Bistrița  | 7 | 4 | 0 | 3 | 168 | 162 | + 6  | 12 |
| 8    | SCM Gloria Buzău    | 7 | 3 | 1 | 3 | 151 | 159 | – 8  | 10 |
| 9    | HC Zalău            | 7 | 3 | 2 | 2 | 185 | 175 | + 10 | 11 |
| 10   | CSM Slatina         | 7 | 1 | 1 | 5 | 151 | 164 | – 13 | 7  |
| 11   | CSM Galați          | 7 | 2 | 1 | 4 | 144 | 169 | – 25 | 7  |
| 12   | HC Dunărea Brăila   | 7 | 0 | 1 | 6 | 153 | 191 | – 38 | 1  |
| 13   | „U” Cluj            | 7 | 0 | 0 | 7 | 170 | 201 | – 31 | 0  |
| 14   | CSM Roman           | 7 | 0 | 0 | 7 | 151 | 189 | – 38 | 0  |

| Poz. | Nume                       | Echipă              | Goluri | Meciuri |
| ---- | -------------------------- | ------------------- | ------ | ------- |
| 1    | Mihaela Senocico-Ani (ROU) | „U” Cluj            | 52     | 7       |
| 2    | Oana Țiplea (ROU)          | CS Gloria 2018      | 47     | 7       |
| 3    | Alina Vătu (ROU)           | HC Dunărea Brăila   | 46     | 7       |
| 4    | Cristina Zamfir (ROU)      | SCM Craiova         | 43     | 7       |
| 5    | Sylwia Lisewska (POL)      | CS Minaur Baia Mare | 41     | 7       |
| 6    | Roxana Szőllősi (ROU)      | HC Zalău            | 39     | 7       |
| 7    | Larissa Araújo (BRA)       | CS Măgura Cisnădie  | 37     | 7       |
| 7    | Ada Moldovan (ROU)         | CS Măgura Cisnădie  | 37     | 7       |
| 9    | Diana Ilina (BLR)          | SCM Gloria Buzău    | 35     | 7       |
| 10   | Helena Ryšánková (CZE)     | CS Minaur Baia Mare | 34     | 7       |

### Etapa a VIII-a
| 30 octombrie 2018 16:00 | „U” Cluj   | 27 - 34 | CSM București       | Sala Polivalentă, Cluj Arbitri: Basso, Tofan |
| 30 octombrie 2018 16:00 | Senocico 7 | (13-18) | Mehmedović, Neagu 7 | Sala Polivalentă, Cluj Arbitri: Basso, Tofan |
| 30 octombrie 2018 16:00 | 2× 3×      | Cronica | 4× 2×               | Sala Polivalentă, Cluj Arbitri: Basso, Tofan |

| 1 noiembrie 2018 18:00 | CS Măgura Cisnădie | 23 - 19 | CSM Galați | Sala Polivalentă „Măgura”, Cisnădie Arbitri: Pârvu, Potîrniche |
| 1 noiembrie 2018 18:00 | Boljević 8         | (13-11) | Șeiko 12   | Sala Polivalentă „Măgura”, Cisnădie Arbitri: Pârvu, Potîrniche |
| 1 noiembrie 2018 18:00 | 3× 3×              | Cronica | 2× 2×      | Sala Polivalentă „Măgura”, Cisnădie Arbitri: Pârvu, Potîrniche |

| 3 noiembrie 2018 12:00 | CS Gloria Bistrița | 22 - 19 | CS Minaur Baia Mare | Sala Polivalentă, Bistrița Asistență: 800 Arbitri: Gorina, Melencu |
| 3 noiembrie 2018 12:00 | Tetean, Țiplea 5   | (9-11)  | Ryšánková 6         | Sala Polivalentă, Bistrița Asistență: 800 Arbitri: Gorina, Melencu |
| 3 noiembrie 2018 12:00 | 1×                 | Cronica | 3× 3× 1×            | Sala Polivalentă, Bistrița Asistență: 800 Arbitri: Gorina, Melencu |

| 3 noiembrie 2018 TVR 117:30 | Corona Brașov   | 22 - 25 | SCM Râmnicu Vâlcea | Sala „Dumitru Popescu Colibași”, Brașov Arbitri: Năstase, Stancu |
| 3 noiembrie 2018 TVR 117:30 | Chiper, Tămaș 5 | (8-11)  | Da Silva 11        | Sala „Dumitru Popescu Colibași”, Brașov Arbitri: Năstase, Stancu |
| 3 noiembrie 2018 TVR 117:30 | 3× 3×           | Cronica | 6× 2×              | Sala „Dumitru Popescu Colibași”, Brașov Arbitri: Năstase, Stancu |

| 4 noiembrie 2018 11:00 | CSM Slatina | 27 - 21 | HC Zalău              | Sala de sport a LPS, Slatina Arbitri: Drăghici, Drăguț |
| 4 noiembrie 2018 11:00 | Ostase 7    | (13-10) | Abed Kader, Berbece 7 | Sala de sport a LPS, Slatina Arbitri: Drăghici, Drăguț |
| 4 noiembrie 2018 11:00 | 8× 3× 1×    | Cronica | 4× 3×                 | Sala de sport a LPS, Slatina Arbitri: Drăghici, Drăguț |

| 4 noiembrie 2018 TVR 117:30 | SCM Gloria Buzău | 27 - 17 | SCM Craiova    | Sala Sporturilor „Romeo Iamandi”, Buzău Arbitri: Florescu, Stoia |
| 4 noiembrie 2018 TVR 117:30 | Ilie 10          | (12-9)  | Țicu, Zamfir 3 | Sala Sporturilor „Romeo Iamandi”, Buzău Arbitri: Florescu, Stoia |
| 4 noiembrie 2018 TVR 117:30 | 5× 2× 1×         | Cronica | 5× 3×          | Sala Sporturilor „Romeo Iamandi”, Buzău Arbitri: Florescu, Stoia |

HC Dunărea Brăila a stat

### Etapa a IX-a
| 5 noiembrie 2018 17:30 | HC Dunărea Brăila | 24 - 23 | CS Măgura Cisnădie | Sala Polivalentă „Danubius”, Brăila Arbitri: Harabagiu, Stănescu |
| 5 noiembrie 2018 17:30 | Vătu 14           | (10-11) | Boljević 9         | Sala Polivalentă „Danubius”, Brăila Arbitri: Harabagiu, Stănescu |
| 5 noiembrie 2018 17:30 | 3× 2×             | Cronica | 5× 1×              | Sala Polivalentă „Danubius”, Brăila Arbitri: Harabagiu, Stănescu |

| 7 noiembrie 2018 TVR HD17:30 | CSM București     | 28 - 22 | CSM Slatina | Sala „Rapid”, București Arbitri: Ghiță, Topliceanu |
| 7 noiembrie 2018 TVR HD17:30 | Curea, Omoregie 6 | (17-12) | Ostase 7    | Sala „Rapid”, București Arbitri: Ghiță, Topliceanu |
| 7 noiembrie 2018 TVR HD17:30 | 6× 3×             | Cronica | 2× 2×       | Sala „Rapid”, București Arbitri: Ghiță, Topliceanu |

| 7 noiembrie 2018 18:00 | SCM Craiova | 23 - 17 | Corona Brașov | Sala Polivalentă, Craiova Arbitri: Doană, Gociu |
| 7 noiembrie 2018 18:00 | Zamfir 8    | (12-10) | Dmitrović 5   | Sala Polivalentă, Craiova Arbitri: Doană, Gociu |
| 7 noiembrie 2018 18:00 | 2× 2×       | Cronica | 3× 3×         | Sala Polivalentă, Craiova Arbitri: Doană, Gociu |

| 8 noiembrie 2018 TVR 117:30 | HC Zalău         | 25 - 23 | CS Gloria Bistrița | Sala Sporturilor „Gheorghe Tadici”, Zalău Arbitri: Iliescu, Manea |
| 8 noiembrie 2018 TVR 117:30 | Constantinescu 9 | (12-13) | Țiplea 10          | Sala Sporturilor „Gheorghe Tadici”, Zalău Arbitri: Iliescu, Manea |
| 8 noiembrie 2018 TVR 117:30 | 1× 2×            | Cronica | 3× 3×              | Sala Sporturilor „Gheorghe Tadici”, Zalău Arbitri: Iliescu, Manea |

| 8 noiembrie 2018 18:00 | CS Minaur Baia Mare | 25 - 23 | SCM Gloria Buzău  | Sala Sporturilor „Lascăr Pană”, Baia Mare Asistență: 1.000 Arbitri: Din, Dinu |
| 8 noiembrie 2018 18:00 | Lisewska 9          | (16-10) | Ilie, M. Predoi 5 | Sala Sporturilor „Lascăr Pană”, Baia Mare Asistență: 1.000 Arbitri: Din, Dinu |
| 8 noiembrie 2018 18:00 | 1× 3×               | Cronica | 3× 3×             | Sala Sporturilor „Lascăr Pană”, Baia Mare Asistență: 1.000 Arbitri: Din, Dinu |

| 10 noiembrie 2018 TVR 117:30 | CSM Galați | 21 - 27 | „U” Cluj | Sala Sporturilor, Galați Arbitri: Gurbina, Stanciu |
| 10 noiembrie 2018 TVR 117:30 | Șeiko 7    | (13-12) | Lazăr 7  | Sala Sporturilor, Galați Arbitri: Gurbina, Stanciu |
| 10 noiembrie 2018 TVR 117:30 | 1× 2×      | Cronica | 4× 3×    | Sala Sporturilor, Galați Arbitri: Gurbina, Stanciu |

SCM Râmnicu Vâlcea a stat

### Etapa a X-a
| 13 noiembrie 2018 17:00 | SCM Gloria Buzău | 25 - 24 | HC Zalău | Sala Sporturilor „Romeo Iamandi”, Buzău Arbitri: Șerbu, Vasilescu |
| 13 noiembrie 2018 17:00 | Ilina 8          | (13-11) | Szőllősi | Sala Sporturilor „Romeo Iamandi”, Buzău Arbitri: Șerbu, Vasilescu |
| 13 noiembrie 2018 17:00 | 4× 2×            | Cronica | 6× 1×    | Sala Sporturilor „Romeo Iamandi”, Buzău Arbitri: Șerbu, Vasilescu |

| 14 noiembrie 2018 TVR HD17:30 | CS Gloria Bistrița | 18 - 36 | CSM București       | Sala Polivalentă, Bistrița Arbitri: Agliceriu, Turdean |
| 14 noiembrie 2018 TVR HD17:30 | Dincă 5            | (8-17)  | Manea, Udriștioiu 5 | Sala Polivalentă, Bistrița Arbitri: Agliceriu, Turdean |
| 14 noiembrie 2018 TVR HD17:30 | 2× 2×              | Cronica | 5× 2×               | Sala Polivalentă, Bistrița Arbitri: Agliceriu, Turdean |

| 15 noiembrie 2018 TVR HD17:30 | SCM Craiova | 21 - 19 | CS Minaur Baia Mare | Sala Polivalentă, Craiova Asistență: 1.000 Arbitri: Barbu, Manafu |
| 15 noiembrie 2018 TVR HD17:30 | Zamfir 8    | (12-6)  | Ryšánková 4         | Sala Polivalentă, Craiova Asistență: 1.000 Arbitri: Barbu, Manafu |
| 15 noiembrie 2018 TVR HD17:30 | 5× 2× 1×    | Cronica | 5× 2×               | Sala Polivalentă, Craiova Asistență: 1.000 Arbitri: Barbu, Manafu |

| 15 noiembrie 2018 18:00 | CSM Slatina | 23 - 23 | CSM Galați | Sala de sport a LPS, Slatina Arbitri: Iliescu, Manea |
| 15 noiembrie 2018 18:00 | Andrei 6    | (14-12) | Cioaric    | Sala de sport a LPS, Slatina Arbitri: Iliescu, Manea |
| 15 noiembrie 2018 18:00 | 1× 3×       | Cronica | 2× 2×      | Sala de sport a LPS, Slatina Arbitri: Iliescu, Manea |

| 15 noiembrie 2018 Curierul de Vâlcea18:00 | CS Măgura Cisnădie | 20 - 27 | SCM Râmnicu Vâlcea | Sala Polivalentă „Măgura”, Cisnădie Arbitri: Ghiorghișor, State |
| 15 noiembrie 2018 Curierul de Vâlcea18:00 | Apetrei 5          | (7-15)  | Vasilevskaia 7     | Sala Polivalentă „Măgura”, Cisnădie Arbitri: Ghiorghișor, State |
| 15 noiembrie 2018 Curierul de Vâlcea18:00 | 3× 2×              | Cronica | 7× 3×              | Sala Polivalentă „Măgura”, Cisnădie Arbitri: Ghiorghișor, State |

| 15 noiembrie 2018 18:00 | „U” Cluj   | 26 - 25 | HC Dunărea Brăila | Sala Sporturilor „Horia Demian”, Cluj Arbitri: Pârvu, Potîrniche |
| 15 noiembrie 2018 18:00 | Senocico 6 | (12-12) | Manea-Bădiță 4    | Sala Sporturilor „Horia Demian”, Cluj Arbitri: Pârvu, Potîrniche |
| 15 noiembrie 2018 18:00 | 2× 3×      | Cronica | 4× 2×             | Sala Sporturilor „Horia Demian”, Cluj Arbitri: Pârvu, Potîrniche |

Corona Brașov a stat

### Etapa a XI-a
| 9 ianuarie 2019 TVR HD17:30 | HC Zalău          | 28 - 22 | SCM Craiova  | Sala Sporturilor „Gheorghe Tadici”, Zalău Arbitri: Ghiorghișor, State |
| 9 ianuarie 2019 TVR HD17:30 | Constantinescu 10 | (14-11) | Trifunović 6 | Sala Sporturilor „Gheorghe Tadici”, Zalău Arbitri: Ghiorghișor, State |
| 9 ianuarie 2019 TVR HD17:30 | 4× 3×             | Cronica | 5× 3×        | Sala Sporturilor „Gheorghe Tadici”, Zalău Arbitri: Ghiorghișor, State |

| 9 ianuarie 2019 18:00 | CS Minaur Baia Mare | 27 - 24 | Corona Brașov     | Sala Sporturilor „Lascăr Pană”, Baia Mare Asistență: 1.000 Arbitri: Stark, Ștefan |
| 9 ianuarie 2019 18:00 | Ryšánková 5         | (14-10) | Buceschi, Tîrcă 6 | Sala Sporturilor „Lascăr Pană”, Baia Mare Asistență: 1.000 Arbitri: Stark, Ștefan |
| 9 ianuarie 2019 18:00 | 3× 3×               | Cronica | 1× 2×             | Sala Sporturilor „Lascăr Pană”, Baia Mare Asistență: 1.000 Arbitri: Stark, Ștefan |

| 10 ianuarie 2019 TVR HD17:30 | CSM București | 27 - 26 | SCM Gloria Buzău | Sala „Rapid”, București Arbitri: Agliceriu, Turdean |
| 10 ianuarie 2019 TVR HD17:30 | Lekić 7       | (13-12) | Ilie 8           | Sala „Rapid”, București Arbitri: Agliceriu, Turdean |
| 10 ianuarie 2019 TVR HD17:30 | 6× 2×         | Cronica | 2× 1×            | Sala „Rapid”, București Arbitri: Agliceriu, Turdean |

| 10 ianuarie 2019 18:00 | SCM Râmnicu Vâlcea | 30 - 25 | „U” Cluj   | Sala Sporturilor „Traian”, Râmnicu Vâlcea Arbitri: Doană, Gociu |
| 10 ianuarie 2019 18:00 | Glibko 9           | (15-11) | Senocico 8 | Sala Sporturilor „Traian”, Râmnicu Vâlcea Arbitri: Doană, Gociu |
| 10 ianuarie 2019 18:00 | 3× 2×              | Cronica | 5× 2×      | Sala Sporturilor „Traian”, Râmnicu Vâlcea Arbitri: Doană, Gociu |

| 10 ianuarie 2019 18:00 | CSM Galați  | 26 - 31 | CS Gloria Bistrița | Sala Sporturilor, Galați Arbitri: Florescu, Stoia |
| 10 ianuarie 2019 18:00 | Livrinikj 7 | (12-18) | Dincă 7            | Sala Sporturilor, Galați Arbitri: Florescu, Stoia |
| 10 ianuarie 2019 18:00 | 2× 3×       | Cronica | 2× 3×              | Sala Sporturilor, Galați Arbitri: Florescu, Stoia |

| 10 ianuarie 2019 18:30 | HC Dunărea Brăila | 19 - 21 | CSM Slatina | Sala Polivalentă „Danubius”, Brăila Arbitri: Băducu, Voicu |
| 10 ianuarie 2019 18:30 | Preda 5           | (11-11) | Andrei 6    | Sala Polivalentă „Danubius”, Brăila Arbitri: Băducu, Voicu |
| 10 ianuarie 2019 18:30 | 2× 2×             | Cronica | 2× 3×       | Sala Polivalentă „Danubius”, Brăila Arbitri: Băducu, Voicu |

CS Măgura Cisnădie a stat

### Etapa a XII-a
| 12 ianuarie 2019 TVR 117:30 | CS Minaur Baia Mare   | 23 - 21 | HC Zalău          | Sala Sporturilor „Lascăr Pană”, Baia Mare Asistență: 1.700 Arbitri: Năstase, Stancu |
| 12 ianuarie 2019 TVR 117:30 | Ryšánková, Šteriova 6 | (11-12) | Constantinescu 11 | Sala Sporturilor „Lascăr Pană”, Baia Mare Asistență: 1.700 Arbitri: Năstase, Stancu |
| 12 ianuarie 2019 TVR 117:30 | 1× 2×                 | Cronica | 4× 2×             | Sala Sporturilor „Lascăr Pană”, Baia Mare Asistență: 1.700 Arbitri: Năstase, Stancu |

| 13 ianuarie 2019 Curierul de Vâlcea11:00 | CSM Slatina | 26 - 29 | SCM Râmnicu Vâlcea           | Sala de sport a LPS, Slatina Arbitri: Barbu, Manafu |
| 13 ianuarie 2019 Curierul de Vâlcea11:00 | Andrei 6    | (11-13) | Da Silva, Glibko, Petrović 5 | Sala de sport a LPS, Slatina Arbitri: Barbu, Manafu |
| 13 ianuarie 2019 Curierul de Vâlcea11:00 | 5× 3× 2×    | Cronica | 8× 3×                        | Sala de sport a LPS, Slatina Arbitri: Barbu, Manafu |

| 13 ianuarie 2019 17:00 | CS Gloria Bistrița | 22 - 26 | HC Dunărea Brăila | Sala Polivalentă, Bistrița Arbitri: Drăghici, Drăguț |
| 13 ianuarie 2019 17:00 | Ardean-Elisei 9    | (13-11) | Vătu 13           | Sala Polivalentă, Bistrița Arbitri: Drăghici, Drăguț |
| 13 ianuarie 2019 17:00 | 3× 3×              | Cronica | 3× 3×             | Sala Polivalentă, Bistrița Arbitri: Drăghici, Drăguț |

| 13 ianuarie 2019 TVR 117:30 | SCM Gloria Buzău | 23 - 18 | CSM Galați  | Sala Sporturilor „Romeo Iamandi”, Buzău Arbitri: Badiu, Barbu |
| 13 ianuarie 2019 TVR 117:30 | Simion 7         | (10-8)  | Livrinikj 8 | Sala Sporturilor „Romeo Iamandi”, Buzău Arbitri: Badiu, Barbu |
| 13 ianuarie 2019 TVR 117:30 | 1× 3×            | Cronica | 5× 2×       | Sala Sporturilor „Romeo Iamandi”, Buzău Arbitri: Badiu, Barbu |

| 15 ianuarie 2019 TVR HD18:30 | SCM Craiova  | 22 - 28 | CSM București    | Sala Polivalentă, Craiova Arbitri: Harabagiu, Stănescu |
| 15 ianuarie 2019 TVR HD18:30 | Fachinello 6 | (10-15) | Lazović, Lekić 5 | Sala Polivalentă, Craiova Arbitri: Harabagiu, Stănescu |
| 15 ianuarie 2019 TVR HD18:30 | 1× 1×        | Cronica | 4× 1×            | Sala Polivalentă, Craiova Arbitri: Harabagiu, Stănescu |

| 27 februarie 2019 17:30 | Corona Brașov | 29 - 26 | CS Măgura Cisnădie | Sala „Dumitru Popescu Colibași”, Brașov Arbitri: Nacu, Rucoi |
| 27 februarie 2019 17:30 | Tîrcă 9       | (15-15) | Apetrei 10         | Sala „Dumitru Popescu Colibași”, Brașov Arbitri: Nacu, Rucoi |
| 27 februarie 2019 17:30 | 4× 3×         | Cronica | 3× 2×              | Sala „Dumitru Popescu Colibași”, Brașov Arbitri: Nacu, Rucoi |

„U” Cluj a stat

### Etapa a XIII-a
| 16 ianuarie 2019 18:00 | CS Măgura Cisnădie | 32 - 24 | „U” Cluj   | Sala Polivalentă „Măgura”, Cisnădie Arbitri: Moldoveanu, Georgescu |
| 16 ianuarie 2019 18:00 | Țiplea 12          | (17-11) | Senocico 8 | Sala Polivalentă „Măgura”, Cisnădie Arbitri: Moldoveanu, Georgescu |
| 16 ianuarie 2019 18:00 | 3× 2×              | Cronica | 6× 3× 1×   | Sala Polivalentă „Măgura”, Cisnădie Arbitri: Moldoveanu, Georgescu |

| 18 ianuarie 2019 TVR HD17:30 | CSM București | 30 - 21 | CS Minaur Baia Mare | Sala „Rapid”, București Asistență: 250 Arbitri: Gorina, Melencu |
| 18 ianuarie 2019 TVR HD17:30 | Radičević 11  | (17-12) | Lisewska 4          | Sala „Rapid”, București Asistență: 250 Arbitri: Gorina, Melencu |
| 18 ianuarie 2019 TVR HD17:30 | 3× 3×         | Cronica | 3×                  | Sala „Rapid”, București Asistență: 250 Arbitri: Gorina, Melencu |

| 18 ianuarie 2019 17:30 | HC Zalău          | 34 - 29 | Corona Brașov | Sala Sporturilor „Gheorghe Tadici”, Zalău Arbitri: Iliescu, Manea |
| 18 ianuarie 2019 17:30 | Constantinescu 15 | (18-11) | Dmitrović 9   | Sala Sporturilor „Gheorghe Tadici”, Zalău Arbitri: Iliescu, Manea |
| 18 ianuarie 2019 17:30 | 2× 3×             | Cronica | 5× 3×         | Sala Sporturilor „Gheorghe Tadici”, Zalău Arbitri: Iliescu, Manea |

| 20 ianuarie 2019 TVR HD17:30 | SCM Râmnicu Vâlcea | 28 - 23 | CS Gloria Bistrița | Sala Sporturilor „Traian”, Râmnicu Vâlcea Arbitri: Șerbu, Vasilescu |
| 20 ianuarie 2019 TVR HD17:30 | Glibko 10          | (11-9)  | Dincă 6            | Sala Sporturilor „Traian”, Râmnicu Vâlcea Arbitri: Șerbu, Vasilescu |
| 20 ianuarie 2019 TVR HD17:30 | 4× 3×              | Cronica | 3× 3×              | Sala Sporturilor „Traian”, Râmnicu Vâlcea Arbitri: Șerbu, Vasilescu |

| 20 ianuarie 2019 18:00 | HC Dunărea Brăila | 26 - 26 | SCM Gloria Buzău | Sala Polivalentă „Danubius”, Brăila Arbitri: Florescu, Stoia |
| 20 ianuarie 2019 18:00 | Vătu 8            | (12-14) | Havronina 10     | Sala Polivalentă „Danubius”, Brăila Arbitri: Florescu, Stoia |
| 20 ianuarie 2019 18:00 | 3× 3×             | Cronica | 2× 2×            | Sala Polivalentă „Danubius”, Brăila Arbitri: Florescu, Stoia |

| 22 ianuarie 2019 18:00 | CSM Galați | 19 - 22 | SCM Craiova   | Sala Sporturilor, Galați Arbitri: Nacu, Rucoi |
| 22 ianuarie 2019 18:00 | Cioaric 6  | (9-11)  | Trifunović 11 | Sala Sporturilor, Galați Arbitri: Nacu, Rucoi |
| 22 ianuarie 2019 18:00 | 3× 3×      | Cronica | 5× 2× 1×      | Sala Sporturilor, Galați Arbitri: Nacu, Rucoi |

CSM Slatina a stat
| Poz. | Echipa              | J  | V  | E | Î  | GM  | GP  | DG   | P  |
| ---- | ------------------- | -- | -- | - | -- | --- | --- | ---- | -- |
| 1    | SCM Râmnicu Vâlcea  | 12 | 12 | 0 | 0  | 324 | 261 | + 63 | 36 |
| 2    | CSM București       | 12 | 11 | 0 | 1  | 347 | 260 | + 87 | 33 |
| 3    | CS Măgura Cisnădie  | 12 | 6  | 2 | 4  | 291 | 293 | – 2  | 20 |
| 4    | Corona Brașov       | 12 | 6  | 1 | 5  | 302 | 293 | + 9  | 19 |
| 5    | CS Minaur Baia Mare | 12 | 6  | 1 | 5  | 287 | 290 | – 3  | 19 |
| 6    | SCM Craiova         | 12 | 6  | 0 | 6  | 281 | 279 | + 2  | 18 |
| 7    | HC Zalău            | 12 | 5  | 2 | 5  | 307 | 303 | + 4  | 17 |
| 8    | SCM Gloria Buzău    | 12 | 5  | 2 | 5  | 282 | 278 | + 4  | 17 |
| 9    | CS Gloria Bistrița  | 12 | 5  | 0 | 7  | 277 | 297 | – 20 | 15 |
| 10   | CSM Slatina         | 12 | 4  | 2 | 6  | 270 | 284 | – 14 | 14 |
| 11   | HC Dunărea Brăila   | 12 | 2  | 2 | 8  | 273 | 309 | – 36 | 8  |
| 12   | „U” Cluj            | 12 | 2  | 0 | 10 | 299 | 343 | – 44 | 6  |
| 13   | CSM Galați          | 12 | 1  | 2 | 9  | 248 | 298 | – 50 | 5  |
| 14   | CSM Roman1)         | 7  | 0  | 0 | 7  | 151 | 189 | – 38 | 0  |

| Poz. | Nume                         | Echipă              | Goluri | Meciuri |
| ---- | ---------------------------- | ------------------- | ------ | ------- |
| 1    | Alina Vătu (ROU)             | HC Dunărea Brăila   | 86     | 12      |
| 2    | Mihaela Senocico-Ani (ROU)   | „U” Cluj            | 84     | 12      |
| 3    | Claudia Constantinescu (ROU) | CSM București       | 82     | 12      |
| 4    | Oana Țiplea (ROU)            | CS Măgura Cisnădie  | 74     | 12      |
| 5    | Irina Glibko (UKR)           | SCM Râmnicu Vâlcea  | 62     | 12      |
| 5    | Sylwia Lisewska (POL)        | CS Minaur Baia Mare | 62     | 12      |
| 5    | Ada Moldovan (ROU)           | CS Măgura Cisnădie  | 62     | 12      |
| 8    | Helena Ryšánková (CZE)       | CS Minaur Baia Mare | 60     | 12      |
| 9    | Eliza Buceschi (ROU)         | Corona Brașov       | 59     | 12      |
| 10   | Alina Ilie (ROU)             | SCM Gloria Buzău    | 58     | 12      |
| 10   | Diana Ilina (BLR)            | SCM Gloria Buzău    | 58     | 12      |

## Rezultate în retur
Date oficiale publicate de Federația Română de Handbal

### Etapa a XIV-a
| 21 ianuarie 2019 TVR HD17:30 | CSM București | 44 - 36 | HC Zalău           | Sala „Rapid”, București Arbitri: Fînață, Hendrea |
| 21 ianuarie 2019 TVR HD17:30 | Radičević 11  | (22-16) | Panici, Szőllősi 9 | Sala „Rapid”, București Arbitri: Fînață, Hendrea |
| 21 ianuarie 2019 TVR HD17:30 | 6× 3×         | Cronica | 4× 2× 1×           | Sala „Rapid”, București Arbitri: Fînață, Hendrea |

| 23 ianuarie 2019 18:00 | CS Măgura Cisnădie | 22 - 19 | CSM Slatina | Sala Polivalentă „Măgura”, Cisnădie Arbitri: Pârvu, Potîrniche |
| 23 ianuarie 2019 18:00 | Moldovan 7         | (12-10) | Ostase 5    | Sala Polivalentă „Măgura”, Cisnădie Arbitri: Pârvu, Potîrniche |
| 23 ianuarie 2019 18:00 | 2× 3×              | Cronica | 3× 3×       | Sala Polivalentă „Măgura”, Cisnădie Arbitri: Pârvu, Potîrniche |

| 27 ianuarie 2019 17:00 | CSM Galați                          | 18 - 19 | CS Minaur Baia Mare | Sala Sporturilor, Galați Asistență: 1.000 Arbitri: Mârza, Nedelea |
| 27 ianuarie 2019 17:00 | Cioaric, Livrinikj, Marcu, Stroia 3 | (10-8)  | Burlacenko 8        | Sala Sporturilor, Galați Asistență: 1.000 Arbitri: Mârza, Nedelea |
| 27 ianuarie 2019 17:00 | 5× 3×                               | Cronica | 3× 3×               | Sala Sporturilor, Galați Asistență: 1.000 Arbitri: Mârza, Nedelea |

| 27 ianuarie 2019 TVR 117:30 | SCM Râmnicu Vâlcea | 29 - 22 | SCM Gloria Buzău | Sala Sporturilor „Traian”, Râmnicu Vâlcea Arbitri: Belean, Sas |
| 27 ianuarie 2019 TVR 117:30 | Da Silva 7         | (13-10) | Ilie, Ilina 6    | Sala Sporturilor „Traian”, Râmnicu Vâlcea Arbitri: Belean, Sas |
| 27 ianuarie 2019 TVR 117:30 | 3× 3×              | Cronica | 4× 3×            | Sala Sporturilor „Traian”, Râmnicu Vâlcea Arbitri: Belean, Sas |

| 27 ianuarie 2019 17:30 | Corona Brașov | 34 - 27 | „U” Cluj          | Sala „Dumitru Popescu Colibași”, Brașov Arbitri: Harabagiu, Stănescu |
| 27 ianuarie 2019 17:30 | Neagu 9       | (19-12) | cinci jucătoare 4 | Sala „Dumitru Popescu Colibași”, Brașov Arbitri: Harabagiu, Stănescu |
| 27 ianuarie 2019 17:30 | 5× 2×         | Cronica | 5× 2×             | Sala „Dumitru Popescu Colibași”, Brașov Arbitri: Harabagiu, Stănescu |

| 30 ianuarie 2019 18:00 | HC Dunărea Brăila | 28 - 22 | SCM Craiova | Sala Polivalentă „Danubius”, Brăila Arbitri: Gurbina, Stanciu |
| 30 ianuarie 2019 18:00 | Vătu 8            | (13-14) | Trifunović  | Sala Polivalentă „Danubius”, Brăila Arbitri: Gurbina, Stanciu |
| 30 ianuarie 2019 18:00 | 2× 2×             | Cronica | 5× 3×       | Sala Polivalentă „Danubius”, Brăila Arbitri: Gurbina, Stanciu |

CS Gloria Bistrița a stat

### Etapa a XV-a
| 30 ianuarie 2019 18:00 | CS Gloria Bistrița | 29 - 25 | CS Măgura Cisnădie | Sala Polivalentă, Bistrița Arbitri: Șerbu, Vasilescu |
| 30 ianuarie 2019 18:00 | Ardean-Elisei 8    | (17-14) | Țiplea 10          | Sala Polivalentă, Bistrița Arbitri: Șerbu, Vasilescu |
| 30 ianuarie 2019 18:00 | 3× 3×              | Cronica | 3× 2×              | Sala Polivalentă, Bistrița Arbitri: Șerbu, Vasilescu |

| 3 februarie 2019 TVR 211:00 | CSM Slatina | 36 - 31 | „U” Cluj   | Sala de sport a LPS, Slatina Asistență: 250 Arbitri: Stark, Ștefan |
| 3 februarie 2019 TVR 211:00 | Ostase 10   | (20-16) | Senocico 7 | Sala de sport a LPS, Slatina Asistență: 250 Arbitri: Stark, Ștefan |
| 3 februarie 2019 TVR 211:00 | 1× 3×       | Cronica | 2× 3×      | Sala de sport a LPS, Slatina Asistență: 250 Arbitri: Stark, Ștefan |

| 3 februarie 2019 17:00 | HC Zalău         | 35 - 25 | CSM Galați  | Sala Sporturilor „Gheorghe Tadici”, Zalău Arbitri: Drăghici, Drăguț |
| 3 februarie 2019 17:00 | Nica, Szőllősi 7 | (16-11) | Livrinikj 7 | Sala Sporturilor „Gheorghe Tadici”, Zalău Arbitri: Drăghici, Drăguț |
| 3 februarie 2019 17:00 | 4× 3×            | Cronica | 5× 3×       | Sala Sporturilor „Gheorghe Tadici”, Zalău Arbitri: Drăghici, Drăguț |

| 3 februarie 2019 TVR 117:30 | CS Minaur Baia Mare | 26 - 21 | HC Dunărea Brăila | Sala Sporturilor „Lascăr Pană”, Baia Mare Asistență: 1.100 Arbitri: Doană, Gociu |
| 3 februarie 2019 TVR 117:30 | Šteriova 10         | (11-13) | Vătu 8            | Sala Sporturilor „Lascăr Pană”, Baia Mare Asistență: 1.100 Arbitri: Doană, Gociu |
| 3 februarie 2019 TVR 117:30 | 2× 2×               | Cronica | 4× 3×             | Sala Sporturilor „Lascăr Pană”, Baia Mare Asistență: 1.100 Arbitri: Doană, Gociu |

| 6 februarie 2019 TVR 117:30 | CSM București           | 38 - 27 | Corona Brașov | Sala „Polivalentă”, București Arbitri: Stark, Ștefan |
| 6 februarie 2019 TVR 117:30 | Curea, Constantinescu 5 | (19-14) | Chiricuță 6   | Sala „Polivalentă”, București Arbitri: Stark, Ștefan |
| 6 februarie 2019 TVR 117:30 | 3× 3×                   | Cronica | 2× 3×         | Sala „Polivalentă”, București Arbitri: Stark, Ștefan |

| 14 februarie 2019 TVR HD17:30 | SCM Craiova  | 19 - 25 | SCM Râmnicu Vâlcea | Sala Polivalentă, Craiova Arbitri: Florescu, Stoia |
| 14 februarie 2019 TVR HD17:30 | Trifunović 5 | (12-13) | Vasilevskaia 6     | Sala Polivalentă, Craiova Arbitri: Florescu, Stoia |
| 14 februarie 2019 TVR HD17:30 | 2×           | Cronica | 4× 2×              | Sala Polivalentă, Craiova Arbitri: Florescu, Stoia |

SCM Gloria Buzău a stat

### Etapa a XVI-a
| 9 februarie 2019 TVR 211:00 | „U” Cluj   | 27 - 28 | CS Gloria Bistrița | Sala Sporturilor „Horia Demian”, Cluj Arbitri: Florescu, Stoia |
| 9 februarie 2019 TVR 211:00 | Senocico 9 | (16-17) | Ardean-Elisei 10   | Sala Sporturilor „Horia Demian”, Cluj Arbitri: Florescu, Stoia |
| 9 februarie 2019 TVR 211:00 | 2× 3×      | Cronica | 1× 3×              | Sala Sporturilor „Horia Demian”, Cluj Arbitri: Florescu, Stoia |

| 10 februarie 2019 TVR 117:30 | SCM Râmnicu Vâlcea | 26 - 24 | CS Minaur Baia Mare | Sala Sporturilor „Traian”, Râmnicu Vâlcea Asistență: 2.000 Arbitri: Drăgănescu, Eremia |
| 10 februarie 2019 TVR 117:30 | Fernández 7        | (16-12) | Lisewska 8          | Sala Sporturilor „Traian”, Râmnicu Vâlcea Asistență: 2.000 Arbitri: Drăgănescu, Eremia |
| 10 februarie 2019 TVR 117:30 | 3× 3×              | Cronica | 4× 2×               | Sala Sporturilor „Traian”, Râmnicu Vâlcea Asistență: 2.000 Arbitri: Drăgănescu, Eremia |

| 10 februarie 2019 17:30 | Corona Brașov | 29 - 24 | CSM Slatina | Sala „Dumitru Popescu Colibași”, Brașov Arbitri: Belean, Sas |
| 10 februarie 2019 17:30 | Tîrcă 6       | (14-10) | Ostase 6    | Sala „Dumitru Popescu Colibași”, Brașov Arbitri: Belean, Sas |
| 10 februarie 2019 17:30 | 6× 3×         | Cronica | 5× 3×       | Sala „Dumitru Popescu Colibași”, Brașov Arbitri: Belean, Sas |

| 10 februarie 2019 18:00 | HC Dunărea Brăila | 27 - 21 | HC Zalău | Sala Polivalentă „Danubius”, Brăila Arbitri: Mârza, Nedelea |
| 10 februarie 2019 18:00 | Safta, Vătu 5     | (16-9)  | Panici 8 | Sala Polivalentă „Danubius”, Brăila Arbitri: Mârza, Nedelea |
| 10 februarie 2019 18:00 | 3× 2×             | Cronica | 2× 3×    | Sala Polivalentă „Danubius”, Brăila Arbitri: Mârza, Nedelea |

| 13 februarie 2019 18:00 | CSM Galați   | 20 - 30 | CSM București | Sala Sporturilor, Galați Arbitri: Cazan, Suliman |
| 13 februarie 2019 18:00 | Livrinikj 10 | (12-14) | Omoregie 8    | Sala Sporturilor, Galați Arbitri: Cazan, Suliman |
| 13 februarie 2019 18:00 | 2× 3×        | Cronica | 3× 3×         | Sala Sporturilor, Galați Arbitri: Cazan, Suliman |

| 15 februarie 2019 18:00 | CS Măgura Cisnădie | 24 - 17 | SCM Gloria Buzău | Sala Polivalentă „Măgura”, Cisnădie Arbitri: Drăghici, Drăguț |
| 15 februarie 2019 18:00 | Moldovan 11        | (12-9)  | Simion 4         | Sala Polivalentă „Măgura”, Cisnădie Arbitri: Drăghici, Drăguț |
| 15 februarie 2019 18:00 | 4× 3×              | Cronica | 4× 3×            | Sala Polivalentă „Măgura”, Cisnădie Arbitri: Drăghici, Drăguț |

SCM Craiova a stat

### Etapa a XVII-a
| 19 februarie 2019 TVR HD19:15 | CSM București    | 25 - 23 | HC Dunărea Brăila | Sala „Rapid”, București Arbitri: Murariu, Tăbăcariu |
| 19 februarie 2019 TVR HD19:15 | Constantinescu 9 | (15-12) | Vătu 11           | Sala „Rapid”, București Arbitri: Murariu, Tăbăcariu |
| 19 februarie 2019 TVR HD19:15 | 3× 3×            | Cronica | 3×                | Sala „Rapid”, București Arbitri: Murariu, Tăbăcariu |

| 23 februarie 2019 12:00 | CS Gloria Bistrița | 25 - 24 | CSM Slatina | Sala Polivalentă, Bistrița Arbitri: Năstase, Stancu |
| 23 februarie 2019 12:00 | Szabó 11           | (12-14) | Lazăr 6     | Sala Polivalentă, Bistrița Arbitri: Năstase, Stancu |
| 23 februarie 2019 12:00 | 5× 2×              | Cronica | 5× 2×       | Sala Polivalentă, Bistrița Arbitri: Năstase, Stancu |

| 23 februarie 2019 17:00 | CSM Galați  | 22 - 24 | Corona Brașov | Sala Sporturilor, Galați Arbitri: Nițișor, Stamatoiu |
| 23 februarie 2019 17:00 | Livrinikj 7 | (8-10)  | Buceschi 10   | Sala Sporturilor, Galați Arbitri: Nițișor, Stamatoiu |
| 23 februarie 2019 17:00 | 4× 3×       | Cronica | 7× 3×         | Sala Sporturilor, Galați Arbitri: Nițișor, Stamatoiu |

| 23 februarie 2019 TVR 117:30 | SCM Craiova | 19 - 17 | CS Măgura Cisnădie | Sala Polivalentă, Craiova Arbitri: Fînață, Hendrea |
| 23 februarie 2019 TVR 117:30 | Tătar 5     | (10-8)  | Gatzel 9           | Sala Polivalentă, Craiova Arbitri: Fînață, Hendrea |
| 23 februarie 2019 TVR 117:30 | 2× 3×       | Cronica | 2× 3×              | Sala Polivalentă, Craiova Arbitri: Fînață, Hendrea |

| 24 februarie 2019 TVR 117:30 | HC Zalău     | 24 - 29 | SCM Râmnicu Vâlcea | Sala Sporturilor „Gheorghe Tadici”, Zalău Arbitri: Belean, Sas |
| 24 februarie 2019 TVR 117:30 | Abed Kader 6 | (12-15) | Glibko 10          | Sala Sporturilor „Gheorghe Tadici”, Zalău Arbitri: Belean, Sas |
| 24 februarie 2019 TVR 117:30 | 5× 4×        | Cronica | 7× 3×              | Sala Sporturilor „Gheorghe Tadici”, Zalău Arbitri: Belean, Sas |

| 24 februarie 2019 18:00 | SCM Gloria Buzău | 27 - 25 | „U” Cluj  | Sala Sporturilor „Romeo Iamandi”, Buzău Arbitri: Ifrim, Olisei |
| 24 februarie 2019 18:00 | Nan 9            | (15-14) | Petruș 11 | Sala Sporturilor „Romeo Iamandi”, Buzău Arbitri: Ifrim, Olisei |
| 24 februarie 2019 18:00 | 2× 3×            | Cronica | 4× 3×     | Sala Sporturilor „Romeo Iamandi”, Buzău Arbitri: Ifrim, Olisei |

CS Minaur Baia Mare a stat

### Etapa a XVIII-a
| 2 martie 2019 TVR HD17:30 | „U” Cluj | 27 - 29 | SCM Craiova | Sala Sporturilor „Horia Demian”, Cluj Arbitri: Năstase, Stancu |
| 2 martie 2019 TVR HD17:30 | Lazăr 8  | (14-12) | Nikolić 10  | Sala Sporturilor „Horia Demian”, Cluj Arbitri: Năstase, Stancu |
| 2 martie 2019 TVR HD17:30 | 4× 1×    | Cronica | 5× 3× 1×    | Sala Sporturilor „Horia Demian”, Cluj Arbitri: Năstase, Stancu |

| 3 martie 2019 TVR HD11:00 | CS Măgura Cisnădie | 27 - 26 | CS Minaur Baia Mare | Sala Polivalentă „Măgura”, Cisnădie Asistență: 600 Arbitri: Ghiorghișor, State |
| 3 martie 2019 TVR HD11:00 | Țiplea 10          | (14-12) | Burlacenko 7        | Sala Polivalentă „Măgura”, Cisnădie Asistență: 600 Arbitri: Ghiorghișor, State |
| 3 martie 2019 TVR HD11:00 | 3× 4×              | Cronica | 3× 4×               | Sala Polivalentă „Măgura”, Cisnădie Asistență: 600 Arbitri: Ghiorghișor, State |

| 3 martie 2019 11:00 | CSM Slatina | 23 - 19 | SCM Gloria Buzău | Sala de sport a LPS, Slatina Arbitri: Badiu, Barbu |
| 3 martie 2019 11:00 | Chitacu 7   | (16-11) | Ilie 6           | Sala de sport a LPS, Slatina Arbitri: Badiu, Barbu |
| 3 martie 2019 11:00 | 4× 2× 1×    | Cronica | 6× 3×            | Sala de sport a LPS, Slatina Arbitri: Badiu, Barbu |

| 3 martie 2019 18:00 | HC Dunărea Brăila | 24 - 20 | CSM Galați | Sala Polivalentă „Danubius”, Brăila Arbitri: Florescu, Stoia |
| 3 martie 2019 18:00 | Preda, Vătu 4     | (12-9)  | Cioaric 10 | Sala Polivalentă „Danubius”, Brăila Arbitri: Florescu, Stoia |
| 3 martie 2019 18:00 | 5× 3×             | Cronica | 7× 3×      | Sala Polivalentă „Danubius”, Brăila Arbitri: Florescu, Stoia |

| 5 martie 2019 TVR HD17:30 | Corona Brașov            | 24 - 21 | CS Gloria Bistrița | Sala „Dumitru Popescu Colibași”, Brașov Arbitri: Florescu, Stoia |
| 5 martie 2019 TVR HD17:30 | Buceschi, Neagu, Tîrcă 6 | (12-8)  | Bloj 5             | Sala „Dumitru Popescu Colibași”, Brașov Arbitri: Florescu, Stoia |
| 5 martie 2019 TVR HD17:30 | 3× 3×                    | Cronica | 3× 3×              | Sala „Dumitru Popescu Colibași”, Brașov Arbitri: Florescu, Stoia |

| 13 martie 2019 TVR HD21:00 | SCM Râmnicu Vâlcea | 29 - 30 | CSM București | Sala Sporturilor „Traian”, Râmnicu Vâlcea Asistență: 3.000 Arbitri: Stark, Ștefan |
| 13 martie 2019 TVR HD21:00 | Glibko 12          | (12-12) | Radičević 8   | Sala Sporturilor „Traian”, Râmnicu Vâlcea Asistență: 3.000 Arbitri: Stark, Ștefan |
| 13 martie 2019 TVR HD21:00 | 4× 2×              | Cronica | 4× 3×         | Sala Sporturilor „Traian”, Râmnicu Vâlcea Asistență: 3.000 Arbitri: Stark, Ștefan |

HC Zalău a stat

### Etapa a XIX-a
| 7 martie 2019 12:00 | CSM Galați | 14 - 301) | SCM Râmnicu Vâlcea     | Sala Sporturilor, Galați Asistență: 200 Arbitri: Cazan, Suliman |
| 7 martie 2019 12:00 | Cîlici 5   | (7-12)    | Glibko, Vasilevskaia 6 | Sala Sporturilor, Galați Asistență: 200 Arbitri: Cazan, Suliman |
| 7 martie 2019 12:00 | 3×         | Cronica   | 2× 3×                  | Sala Sporturilor, Galați Asistență: 200 Arbitri: Cazan, Suliman |

| 9 martie 2019 TVR HD11:00 | SCM Craiova      | 24 - 16 | CSM Slatina  | Sala Polivalentă, Craiova Arbitri: Belean, Sas |
| 9 martie 2019 TVR HD11:00 | Tătar, Vizitiu 5 | (14-5)  | Cîrligeanu 4 | Sala Polivalentă, Craiova Arbitri: Belean, Sas |
| 9 martie 2019 TVR HD11:00 | 8× 3× 1×         | Cronica | 5× 3×        | Sala Polivalentă, Craiova Arbitri: Belean, Sas |

| 9 martie 2019 18:00 | HC Dunărea Brăila | 30 - 25 | Corona Brașov | Sala Polivalentă „Danubius”, Brăila Arbitri: Georgescu, Moldoveanu |
| 9 martie 2019 18:00 | Vătu 8            | (15-16) | Buceschi 7    | Sala Polivalentă „Danubius”, Brăila Arbitri: Georgescu, Moldoveanu |
| 9 martie 2019 18:00 | 3× 3×             | Cronica | 3× 3×         | Sala Polivalentă „Danubius”, Brăila Arbitri: Georgescu, Moldoveanu |

| 10 martie 2019 17:00 | CS Minaur Baia Mare | 29 - 30 | „U” Cluj          | Sala Sporturilor „Lascăr Pană”, Baia Mare Arbitri: Ciobea, Dordea |
| 10 martie 2019 17:00 | Cîrstea 8           | (16-13) | Lazăr, Senocico 8 | Sala Sporturilor „Lascăr Pană”, Baia Mare Arbitri: Ciobea, Dordea |
| 10 martie 2019 17:00 | 1× 1×               | Cronica | 4× 2×             | Sala Sporturilor „Lascăr Pană”, Baia Mare Arbitri: Ciobea, Dordea |

| 10 martie 2019 18:00 | SCM Gloria Buzău | 21 - 22 | CS Gloria Bistrița | Sala Sporturilor „Romeo Iamandi”, Buzău Arbitri: Gurbina, Stanciu |
| 10 martie 2019 18:00 | Ilie 6           | (11-11) | Rodríguez 6        | Sala Sporturilor „Romeo Iamandi”, Buzău Arbitri: Gurbina, Stanciu |
| 10 martie 2019 18:00 | 3× 3×            | Cronica | 5× 3× 1×           | Sala Sporturilor „Romeo Iamandi”, Buzău Arbitri: Gurbina, Stanciu |

| 11 martie 2019 TVR HD18:00 | HC Zalău      | 28 - 22 | CS Măgura Cisnădie | Sala Sporturilor „Gheorghe Tadici”, Zalău Arbitri: Murariu, Tăbăcariu |
| 11 martie 2019 TVR HD18:00 | Abed Kader 11 | (14-11) | Moldovan 7         | Sala Sporturilor „Gheorghe Tadici”, Zalău Arbitri: Murariu, Tăbăcariu |
| 11 martie 2019 TVR HD18:00 | 3× 3×         | Cronica | 6× 2×              | Sala Sporturilor „Gheorghe Tadici”, Zalău Arbitri: Murariu, Tăbăcariu |

1) În urma înfrângerii suferite în această etapă, CSM Galați va termina matematic la sfârșitul campionatului pe unul din ultimele trei locuri ale clasamentului, care conduc fie la retrogradare directă, fie la meciuri de baraj pentru rămânere în Liga Națională.
CSM București a stat

### Etapa a XX-a
| 28 martie 2019 Curierul de Vâlcea17:30 | SCM Râmnicu Vâlcea | 26 - 25 | HC Dunărea Brăila | Sala Sporturilor „Traian”, Râmnicu Vâlcea Arbitri: Gorina, Melencu |
| 28 martie 2019 Curierul de Vâlcea17:30 | Glibko 6           | (16-11) | Preda 6           | Sala Sporturilor „Traian”, Râmnicu Vâlcea Arbitri: Gorina, Melencu |
| 28 martie 2019 Curierul de Vâlcea17:30 | 1× 1×              | Cronica | 1× 2×             | Sala Sporturilor „Traian”, Râmnicu Vâlcea Arbitri: Gorina, Melencu |

| 28 martie 2019 17:30 | CS Gloria Bistrița | 26 - 24 | SCM Craiova  | Sala Polivalentă, Bistrița Arbitri: Ghiorghișor, State |
| 28 martie 2019 17:30 | Bloj 7             | (13-11) | Trifunović 8 | Sala Polivalentă, Bistrița Arbitri: Ghiorghișor, State |
| 28 martie 2019 17:30 | 2×                 | Cronica | 5× 2×        | Sala Polivalentă, Bistrița Arbitri: Ghiorghișor, State |

| 28 martie 2019 TVR HD17:30 | Corona Brașov | 23 - 18 | SCM Gloria Buzău                  | Sala „Dumitru Popescu Colibași”, Brașov Arbitri: Gheorghiu, Hagiu |
| 28 martie 2019 TVR HD17:30 | Buceschi 5    | (11-9)  | Gedroit, Leahu, Simion, Stoleru 3 | Sala „Dumitru Popescu Colibași”, Brașov Arbitri: Gheorghiu, Hagiu |
| 28 martie 2019 TVR HD17:30 | 1× 3×         | Cronica | 3×                                | Sala „Dumitru Popescu Colibași”, Brașov Arbitri: Gheorghiu, Hagiu |

| 28 martie 2019 18:00 | CSM Slatina | 25 - 24 | CS Minaur Baia Mare | Sala de sport a LPS, Slatina Arbitri: Iliescu, Manea |
| 28 martie 2019 18:00 | Vădineanu 6 | (12-11) | Lisewska 6          | Sala de sport a LPS, Slatina Arbitri: Iliescu, Manea |
| 28 martie 2019 18:00 | 2× 1×       | Cronica | 3× 2×               | Sala de sport a LPS, Slatina Arbitri: Iliescu, Manea |

| 28 martie 2019 18:00 | „U” Cluj | 33 - 34 | HC Zalău    | Sala Sporturilor „Horia Demian”, Cluj Arbitri: Stark, Ștefan |
| 28 martie 2019 18:00 | Lazăr 10 | (18-16) | Szőllősi 12 | Sala Sporturilor „Horia Demian”, Cluj Arbitri: Stark, Ștefan |
| 28 martie 2019 18:00 | 2× 3×    | Cronica | 5× 3×       | Sala Sporturilor „Horia Demian”, Cluj Arbitri: Stark, Ștefan |

| 28 martie 2019 TVR HD19:15 | CS Măgura Cisnădie | 19 - 26 | CSM București | Sala Polivalentă „Măgura”, Cisnădie Arbitri: Drăghici, Drăguț |
| 28 martie 2019 TVR HD19:15 | Moldovan 5         | (9-13)  | Omoregie 7    | Sala Polivalentă „Măgura”, Cisnădie Arbitri: Drăghici, Drăguț |
| 28 martie 2019 TVR HD19:15 | 1× 3×              | Cronica | 4× 4× 1×      | Sala Polivalentă „Măgura”, Cisnădie Arbitri: Drăghici, Drăguț |

CSM Galați a stat

### Etapa a XXI-a
| 6 aprilie 2019 16:30 | SCM Craiova | 32 - 28 | SCM Gloria Buzău | Sala Polivalentă, Craiova Arbitri: Florescu, Stoia |
| 6 aprilie 2019 16:30 | Vizitiu 9   | (15-13) | Stoleru 11       | Sala Polivalentă, Craiova Arbitri: Florescu, Stoia |
| 6 aprilie 2019 16:30 | 3× 3×       | Cronica | 2× 3×            | Sala Polivalentă, Craiova Arbitri: Florescu, Stoia |

| 7 aprilie 2019 12:00 | HC Zalău  | 34 - 25 | CSM Slatina | Sala Sporturilor „Gheorghe Tadici”, Zalău Arbitri: Nițișor, Stamatoiu |
| 7 aprilie 2019 12:00 | Severin 7 | (17-10) | Vădineanu 5 | Sala Sporturilor „Gheorghe Tadici”, Zalău Arbitri: Nițișor, Stamatoiu |
| 7 aprilie 2019 12:00 | 4× 3×     | Cronica | 2× 3×       | Sala Sporturilor „Gheorghe Tadici”, Zalău Arbitri: Nițișor, Stamatoiu |

| 7 aprilie 2019 17:00 | CS Minaur Baia Mare | 21 - 22 | CS Gloria Bistrița | Sala Sporturilor „Lascăr Pană”, Baia Mare Arbitri: Ifrim, Olisei |
| 7 aprilie 2019 17:00 | Lisewska 7          | (9-15)  | Ardean-Elisei 8    | Sala Sporturilor „Lascăr Pană”, Baia Mare Arbitri: Ifrim, Olisei |
| 7 aprilie 2019 17:00 | 1× 2×               | Cronica | 3× 3×              | Sala Sporturilor „Lascăr Pană”, Baia Mare Arbitri: Ifrim, Olisei |

| 7 aprilie 2019 TVR HD17:30 | SCM Râmnicu Vâlcea        | 28 - 24 | Corona Brașov | Sala Sporturilor „Traian”, Râmnicu Vâlcea Arbitri: Belean, Călina |
| 7 aprilie 2019 TVR HD17:30 | Fernández, Vasilevskaia 7 | (18-14) | Tîrcă 8       | Sala Sporturilor „Traian”, Râmnicu Vâlcea Arbitri: Belean, Călina |
| 7 aprilie 2019 TVR HD17:30 | 4× 3×                     | Cronica | 3× 4×         | Sala Sporturilor „Traian”, Râmnicu Vâlcea Arbitri: Belean, Călina |

| 8 aprilie 2019 17:30 | CSM Galați | 27 - 28 | CS Măgura Cisnădie | Sala Sporturilor, Galați Arbitri: Georgescu, Moldoveanu |
| 8 aprilie 2019 17:30 | Cioaric 10 | (15-13) | Moldovan 10        | Sala Sporturilor, Galați Arbitri: Georgescu, Moldoveanu |
| 8 aprilie 2019 17:30 | 4× 3×      | Cronica | 2× 3×              | Sala Sporturilor, Galați Arbitri: Georgescu, Moldoveanu |

| 9 aprilie 2019 TVR HD17:30 | CSM București | 32 - 27 | „U” Cluj | Sala „Rapid”, București Arbitri: Enache, Răduț |
| 9 aprilie 2019 TVR HD17:30 | Mehmedović 7  | (14-13) | Lazăr 6  | Sala „Rapid”, București Arbitri: Enache, Răduț |
| 9 aprilie 2019 TVR HD17:30 | 2× 3×         | Cronica | 1× 2×    | Sala „Rapid”, București Arbitri: Enache, Răduț |

HC Dunărea Brăila a stat

### Etapa a XXII-a
| 13 aprilie 2019 TVR HD17:30 | „U” Cluj   | 31 - 271) | CSM Galați | Sala Sporturilor „Horia Demian”, Cluj Arbitri: Barbu, Manafu |
| 13 aprilie 2019 TVR HD17:30 | Senocico 9 | (15-15)   | Cioaric 12 | Sala Sporturilor „Horia Demian”, Cluj Arbitri: Barbu, Manafu |
| 13 aprilie 2019 TVR HD17:30 | 5× 3×      | Cronica   | 6× 3×      | Sala Sporturilor „Horia Demian”, Cluj Arbitri: Barbu, Manafu |

| 14 aprilie 2019 TVR HD11:00 | Corona Brașov | 19 - 262) | SCM Craiova           | Sala „Dumitru Popescu Colibași”, Brașov Arbitri: Iliescu, Manea |
| 14 aprilie 2019 TVR HD11:00 | Tîrcă 10      | (11-12)   | Fachinello, Vizitiu 6 | Sala „Dumitru Popescu Colibași”, Brașov Arbitri: Iliescu, Manea |
| 14 aprilie 2019 TVR HD11:00 | 3×            | Cronica   | 2× 2×                 | Sala „Dumitru Popescu Colibași”, Brașov Arbitri: Iliescu, Manea |

| 14 aprilie 2019 17:00 | CS Gloria Bistrița | 33 - 23 | HC Zalău  | Sala Polivalentă, Bistrița Arbitri: Năstase, Stancu |
| 14 aprilie 2019 17:00 | Ardean-Elisei 8    | (16-12) | Severin 7 | Sala Polivalentă, Bistrița Arbitri: Năstase, Stancu |
| 14 aprilie 2019 17:00 | 8× 2×              | Cronica | 3× 2×     | Sala Polivalentă, Bistrița Arbitri: Năstase, Stancu |

| 14 aprilie 2019 17:30 | SCM Gloria Buzău | 28 - 24 | CS Minaur Baia Mare | Sala Sporturilor „Romeo Iamandi”, Buzău Arbitri: Badiu, Barbu |
| 14 aprilie 2019 17:30 | Simion 11        | (13-11) | Lisewska 7          | Sala Sporturilor „Romeo Iamandi”, Buzău Arbitri: Badiu, Barbu |
| 14 aprilie 2019 17:30 | 3× 3× 1× 1×      | Cronica | 6× 1× 2× 2×         | Sala Sporturilor „Romeo Iamandi”, Buzău Arbitri: Badiu, Barbu |

| 14 aprilie 2019 18:00 | CS Măgura Cisnădie | 28 - 22 | HC Dunărea Brăila | Sala Polivalentă „Măgura”, Cisnădie Arbitri: Stark, Ștefan |
| 14 aprilie 2019 18:00 | Araújo 8           | (8-10)  | Axinte, Vătu 5    | Sala Polivalentă „Măgura”, Cisnădie Arbitri: Stark, Ștefan |
| 14 aprilie 2019 18:00 | 3× 3×              | Cronica | 2× 2×             | Sala Polivalentă „Măgura”, Cisnădie Arbitri: Stark, Ștefan |

| 17 aprilie 2019 18:00 | CSM Slatina                                  | 20 - 26 | CSM București | Sala de sport a LPS, Slatina Arbitri: Agliceriu, Turdean |
| 17 aprilie 2019 18:00 | Chitacu, Dăscălete, Stoicănescu, Vădineanu 3 | (12-15) | Bazaliu 9     | Sala de sport a LPS, Slatina Arbitri: Agliceriu, Turdean |
| 17 aprilie 2019 18:00 | 2×                                           | Cronica | 5× 3× 1×      | Sala de sport a LPS, Slatina Arbitri: Agliceriu, Turdean |

1) În urma înfrângerii suferite în această etapă, „U” Cluj a devenit matematic una din echipele clasate pe ultimele trei locuri la sfârșitul campionatului, aflându-se fie în situația de a retrograda direct, fie de a participa la meciurile de baraj pentru rămânerea în Liga Națională.

2) Începând din această etapă SCM Craiova a fost condusă de pe bancă de secundul Costin Dumitrescu, după ce antrenorul Bogdan Burcea a suferit un atac de cord și a fost operat de urgență.
SCM Râmnicu Vâlcea a stat

### Etapa a XXIII-a
| 25 aprilie 2019 16:30 | HC Zalău    | 26 - 26 | SCM Gloria Buzău | Sala Sporturilor „Gheorghe Tadici”, Zalău Arbitri: Harabagiu, Stănescu |
| 25 aprilie 2019 16:30 | Szőllősi 10 | (13-9)  | Simion 6         | Sala Sporturilor „Gheorghe Tadici”, Zalău Arbitri: Harabagiu, Stănescu |
| 25 aprilie 2019 16:30 | 7× 2× 1×    | Cronica | 5× 2×            | Sala Sporturilor „Gheorghe Tadici”, Zalău Arbitri: Harabagiu, Stănescu |

| 25 aprilie 2019 TVR HD17:00 | CSM București               | 31 - 30 | CS Gloria Bistrița | Sala „Rapid”, București Arbitri: Doană, Gociu |
| 25 aprilie 2019 TVR HD17:00 | Constantinescu, Radičević 9 | (15-16) | Ardean-Elisei 6    | Sala „Rapid”, București Arbitri: Doană, Gociu |
| 25 aprilie 2019 TVR HD17:00 | 2× 2×                       | Cronica | 1× 2×              | Sala „Rapid”, București Arbitri: Doană, Gociu |

| 25 aprilie 2019 17:00 | CSM Galați         | 20 - 25 | CSM Slatina | Sala Sporturilor, Galați Arbitri: Gurbina, Stanciu |
| 25 aprilie 2019 17:00 | Balaban, Cioaric 4 | Cronica | Vădineanu 7 | Sala Sporturilor, Galați Arbitri: Gurbina, Stanciu |
| 25 aprilie 2019 17:00 | 7× 3×              |         | 4× 3×       | Sala Sporturilor, Galați Arbitri: Gurbina, Stanciu |

| 25 aprilie 2019 17:00 | CS Minaur Baia Mare | 23 - 21 | SCM Craiova | Sala Sporturilor „Lascăr Pană”, Baia Mare Arbitri: Stark, Ștefan |
| 25 aprilie 2019 17:00 | Lisewska 9          | (11-9)  | Tănasie 6   | Sala Sporturilor „Lascăr Pană”, Baia Mare Arbitri: Stark, Ștefan |
| 25 aprilie 2019 17:00 | 6× 3× 1×            | Cronica | 2× 3×       | Sala Sporturilor „Lascăr Pană”, Baia Mare Arbitri: Stark, Ștefan |

| 25 aprilie 2019 18:00 | HC Dunărea Brăila | 33 - 25 | „U” Cluj    | Sala Polivalentă „Danubius”, Brăila Arbitri: Ghiorghișor, State |
| 25 aprilie 2019 18:00 | Vătu 13           | (17-13) | Senocico 10 | Sala Polivalentă „Danubius”, Brăila Arbitri: Ghiorghișor, State |
| 25 aprilie 2019 18:00 | 3×                | Cronica | 3× 3×       | Sala Polivalentă „Danubius”, Brăila Arbitri: Ghiorghișor, State |

| 26 aprilie 2019 TVR HD17:30 | SCM Râmnicu Vâlcea | 24 - 22 | CS Măgura Cisnădie | Sala Sporturilor „Traian”, Râmnicu Vâlcea Arbitri: Florescu, Stoia |
| 26 aprilie 2019 TVR HD17:30 | Florica, Pricopi 5 | (13-11) | Moldovan, Țiplea 6 | Sala Sporturilor „Traian”, Râmnicu Vâlcea Arbitri: Florescu, Stoia |
| 26 aprilie 2019 TVR HD17:30 | 1× 3×              | Cronica | 3× 2×              | Sala Sporturilor „Traian”, Râmnicu Vâlcea Arbitri: Florescu, Stoia |

Corona Brașov a stat

### Etapa a XXIV-a
| 4 mai 2019 TVR 2, TVR HD11:00 | CSM Slatina | 18 - 22 | HC Dunărea Brăila | Sala de sport a LPS, Slatina Arbitri: Iliescu, Manea |
| 4 mai 2019 TVR 2, TVR HD11:00 | Ostase 5    | (8-10)  | Vătu 8            | Sala de sport a LPS, Slatina Arbitri: Iliescu, Manea |
| 4 mai 2019 TVR 2, TVR HD11:00 | 4× 4×       | Cronica | 1× 3×             | Sala de sport a LPS, Slatina Arbitri: Iliescu, Manea |

| 4 mai 2019 Curierul de Vâlcea17:00 | „U” Cluj | 17 - 27 | SCM Râmnicu Vâlcea | Sala Sporturilor „Horia Demian”, Cluj Arbitri: Gurbina, Stanciu |
| 4 mai 2019 Curierul de Vâlcea17:00 | Lazăr 5  | (9-14)  | Da Silva 8         | Sala Sporturilor „Horia Demian”, Cluj Arbitri: Gurbina, Stanciu |
| 4 mai 2019 Curierul de Vâlcea17:00 | 1× 3×    | Cronica | 2× 3×              | Sala Sporturilor „Horia Demian”, Cluj Arbitri: Gurbina, Stanciu |

| 4 mai 2019 TVR HD17:30 | SCM Gloria Buzău | 29 - 21 | CSM București | Sala Sporturilor „Romeo Iamandi”, Buzău Arbitri: Belean, Sas |
| 4 mai 2019 TVR HD17:30 | Gedroit 7        | (18-9)  | Mehmedović 8  | Sala Sporturilor „Romeo Iamandi”, Buzău Arbitri: Belean, Sas |
| 4 mai 2019 TVR HD17:30 | 4× 3×            | Cronica | 5× 3×         | Sala Sporturilor „Romeo Iamandi”, Buzău Arbitri: Belean, Sas |

| 5 mai 2019 11:00 | SCM Craiova | 31 - 25 | HC Zalău     | Sala Polivalentă, Craiova Arbitri: Mârza, Nedelea |
| 5 mai 2019 11:00 | Vizitiu 9   | (15-11) | Abed Kader 7 | Sala Polivalentă, Craiova Arbitri: Mârza, Nedelea |
| 5 mai 2019 11:00 | 4× 2×       | Cronica | 4× 2×        | Sala Polivalentă, Craiova Arbitri: Mârza, Nedelea |

| 5 mai 2019 17:00 | CS Gloria Bistrița | 32 - 201) | CSM Galați           | Sala Polivalentă, Bistrița Arbitri: Iacob, Savu |
| 5 mai 2019 17:00 | Rațiu Rodríguez    | (18-11)   | Cioaric, Livrinikj 5 | Sala Polivalentă, Bistrița Arbitri: Iacob, Savu |
| 5 mai 2019 17:00 | 1× 2×              | Cronica   | 2× 2×                | Sala Polivalentă, Bistrița Arbitri: Iacob, Savu |

| 5 mai 2019 18:00 | Corona Brașov | 28 - 21 | CS Minaur Baia Mare | Sala „Dumitru Popescu Colibași”, Brașov Arbitri: Nacu, Rucoi |
| 5 mai 2019 18:00 | Tîrcă 10      | (16-8)  | Lisewska 6          | Sala „Dumitru Popescu Colibași”, Brașov Arbitri: Nacu, Rucoi |
| 5 mai 2019 18:00 | 2× 3×         | Cronica | 1× 3×               | Sala „Dumitru Popescu Colibași”, Brașov Arbitri: Nacu, Rucoi |

1) În urma înfrângerii suferite în această etapă, CSM Galați a retrogradat matematic în Divizia A, nemaiputând ajunge la puncte echipa clasată pe locul al 12-lea, „U” Cluj, iar aceasta a devenit matematic prima echipă obligată să participe la meciurile de baraj pentru rămânerea în Liga Națională
CS Măgura Cisnădie a stat

### Etapa a XXV-a
| 12 mai 2019 17:30 | HC Zalău      | 33 - 28 | CS Minaur Baia Mare | Sala Sporturilor „Gheorghe Tadici”, Zalău Arbitri: Stark, Ștefan |
| 12 mai 2019 17:30 | Abed Kader 12 | (17-13) | Šteriova 8          | Sala Sporturilor „Gheorghe Tadici”, Zalău Arbitri: Stark, Ștefan |
| 12 mai 2019 17:30 | 5× 2×         | Cronica | 5× 3×               | Sala Sporturilor „Gheorghe Tadici”, Zalău Arbitri: Stark, Ștefan |

| 12 mai 2019 17:30 | HC Dunărea Brăila | 23 - 22 | CS Gloria Bistrița | Sala Polivalentă „Danubius”, Brăila Arbitri: Năstase, Stancu |
| 12 mai 2019 17:30 | Vătu 8            | (11-15) | Pristăvița 6       | Sala Polivalentă „Danubius”, Brăila Arbitri: Năstase, Stancu |
| 12 mai 2019 17:30 | 3× 3×             | Cronica | 6× 3×              | Sala Polivalentă „Danubius”, Brăila Arbitri: Năstase, Stancu |

| 12 mai 2019 TVR HD17:30 | CSM București | 26 - 20 | SCM Craiova | Sala Polivalentă, București Arbitri: Ifrim, Olisei |
| 12 mai 2019 TVR HD17:30 | Curea 7       | (14-11) | Tănasie 5   | Sala Polivalentă, București Arbitri: Ifrim, Olisei |
| 12 mai 2019 TVR HD17:30 | 3× 2×         | Cronica | 2×          | Sala Polivalentă, București Arbitri: Ifrim, Olisei |

| 12 mai 2019 TVR HD17:30 | SCM Râmnicu Vâlcea | 29 - 261) | CSM Slatina | Sala Sporturilor „Traian”, Râmnicu Vâlcea Arbitri: Georgescu, Moldoveanu |
| 12 mai 2019 TVR HD17:30 | Glibko 10          | (14-12)   | Ostase 7    | Sala Sporturilor „Traian”, Râmnicu Vâlcea Arbitri: Georgescu, Moldoveanu |
| 12 mai 2019 TVR HD17:30 | 5× 3×              | Cronica   | 6× 3×       | Sala Sporturilor „Traian”, Râmnicu Vâlcea Arbitri: Georgescu, Moldoveanu |

| 12 mai 2019 17:30 | CS Măgura Cisnădie | 29 - 24 | Corona Brașov | Sala Polivalentă „Măgura”, Cisnădie Arbitri: Gheorghiu, Hagiu |
| 12 mai 2019 17:30 | Moldovan 14        | (14-12) | Neagu 6       | Sala Polivalentă „Măgura”, Cisnădie Arbitri: Gheorghiu, Hagiu |
| 12 mai 2019 17:30 | 5× 2×              | Cronica | 3× 3×         | Sala Polivalentă „Măgura”, Cisnădie Arbitri: Gheorghiu, Hagiu |

| 12 mai 2019 17:30 | CSM Galați  | 23 - 25 | SCM Gloria Buzău | Sala Sporturilor, Galați Arbitri: Murariu, Tăbăcariu |
| 12 mai 2019 17:30 | Livrinikj 7 | (12-12) | Ilie, Simion 6   | Sala Sporturilor, Galați Arbitri: Murariu, Tăbăcariu |
| 12 mai 2019 17:30 | 6× 2×       | Cronica | 2× 1×            | Sala Sporturilor, Galați Arbitri: Murariu, Tăbăcariu |

1) În urma înfrângerii suferite în această etapă, CSM Slatina a devenit matematic a doua echipă obligată să participe la meciurile de baraj pentru rămânerea în Liga Națională, iar SCM Râmnicu Vâlcea a câștigat matematic titlul național.
„U” Cluj a stat

### Etapa a XXVI-a
| 18 mai 2019 TVR HD17:30 | CS Gloria Bistrița | 31 - 28 | SCM Râmnicu Vâlcea | Sala Polivalentă, Bistrița Arbitri: Șerbu, Vasilescu |
| 18 mai 2019 TVR HD17:30 | Ardean-Elisei 8    | (17-16) | Vasilevskaia 7     | Sala Polivalentă, Bistrița Arbitri: Șerbu, Vasilescu |
| 18 mai 2019 TVR HD17:30 | 3× 1×              | Cronica | 1× 3×              | Sala Polivalentă, Bistrița Arbitri: Șerbu, Vasilescu |

| 18 mai 2019 17:30 | SCM Craiova | 31 - 19 | CSM Galați | Sala Polivalentă, Craiova Arbitri: Agliceriu, Turdean |
| 18 mai 2019 17:30 | Vizitiu 8   | (16-8)  | Cioaric 5  | Sala Polivalentă, Craiova Arbitri: Agliceriu, Turdean |
| 18 mai 2019 17:30 | 1× 3×       | Cronica | 2× 2×      | Sala Polivalentă, Craiova Arbitri: Agliceriu, Turdean |

| 18 mai 2019 17:30 | „U” Cluj   | 21 - 25 | CS Măgura Cisnădie | Sala Sporturilor „Horia Demian”, Cluj Arbitri: Ghiorghișor, State |
| 18 mai 2019 17:30 | Senocico 8 | (8-11)  | Moldovan 8         | Sala Sporturilor „Horia Demian”, Cluj Arbitri: Ghiorghișor, State |
| 18 mai 2019 17:30 | 5× 2×      | Cronica | 5× 3×              | Sala Sporturilor „Horia Demian”, Cluj Arbitri: Ghiorghișor, State |

| 18 mai 2019 17:30 | SCM Gloria Buzău | 26 - 25 | HC Dunărea Brăila | Sala Sporturilor „Romeo Iamandi”, Buzău Arbitri: Fînață, Hendrea |
| 18 mai 2019 17:30 | Ilina 6          | (13-11) | Vătu 11           | Sala Sporturilor „Romeo Iamandi”, Buzău Arbitri: Fînață, Hendrea |
| 18 mai 2019 17:30 | 2× 3×            | Cronica | 3× 3×             | Sala Sporturilor „Romeo Iamandi”, Buzău Arbitri: Fînață, Hendrea |

| 18 mai 2019 TVR HD17:30 | Corona Brașov                  | 24 - 21 | HC Zalău        | Sala „Dumitru Popescu Colibași”, Brașov Arbitri: Drăguț, Drăghici |
| 18 mai 2019 TVR HD17:30 | Ciuciulete, Pătuleanu, Tîrcă 4 | (15-9)  | Nica, Popescu 4 | Sala „Dumitru Popescu Colibași”, Brașov Arbitri: Drăguț, Drăghici |
| 18 mai 2019 TVR HD17:30 | 3× 3×                          | Cronica | 2× 3×           | Sala „Dumitru Popescu Colibași”, Brașov Arbitri: Drăguț, Drăghici |

| 19 mai 2019 TVR HD17:30 | CS Minaur Baia Mare | 25 - 32 | CSM București | Sala Sporturilor „Lascăr Pană”, Baia Mare Arbitri: Florescu, Stoia |
| 19 mai 2019 TVR HD17:30 | Lisewska 8          | (12-15) | Mehmedović 8  | Sala Sporturilor „Lascăr Pană”, Baia Mare Arbitri: Florescu, Stoia |
| 19 mai 2019 TVR HD17:30 | 1× 3×               | Cronica | 4× 2×         | Sala Sporturilor „Lascăr Pană”, Baia Mare Arbitri: Florescu, Stoia |

CSM Slatina a stat

## Promovare și retrogradare
În ediția 2018-2019, Liga Națională de handbal feminin s-a desfășurat doar cu tur și retur, fără Play-Off și Play-Out. La întrecere au participat 14 echipe, dar CSM Roman a fost retrasă din campionat după 7 etape de către finanțatorul principal, Consiliul Local al orașului Roman. Astfel, doar echipa clasată pe ultimul loc la finalul competiției a retrogradat direct, în timp ce echipele clasate pe locurile 11 și 12 au disputat un turneu de baraj împreună cu formațiile care au terminat sezonul pe locurile 3 și 4 în Divizia A. Regulamentul de desfășurare preciza că, la capătul turneului de baraj, primele două echipe clasate vor rămâne sau, după caz, vor promova în Liga Națională. Echipa care a retrogradat direct, CSM Galați, a fost decisă în urma înfrângerii din data de 5 mai 2019 din etapa a XXIV-a, punctele acumulate până în acel moment nemaifiindu-i suficiente pentru a rămâne în Liga Națională, indiferent de rezultatele din partidele rămase de jucat.
În această ediție echipele clasate pe locurile 1 și 2 în Divizia A au promovat direct în Liga Națională. Cele două echipe, HCM Slobozia și CS Rapid București, au promovat după ce s-au calificat în finala Diviziei A, pe 18 mai 2019. 

### Barajul pentru promovare/menținere în Liga Națională
|  | Echipe rămase/promovate în Liga Națională |
|  | Echipe rămase/retrogradate în Divizia A   |

| Poz. | Echipa           | J | V | E | Î | GM | GP | DG   | P |
| ---- | ---------------- | - | - | - | - | -- | -- | ---- | - |
| 1    | „U” Cluj         | 3 | 2 | 1 | 0 | 82 | 68 | + 14 | 7 |
| 2    | CSM Slatina      | 3 | 2 | 0 | 1 | 74 | 72 | + 2  | 6 |
| 3    | CS Dacia Mioveni | 3 | 1 | 1 | 1 | 80 | 67 | + 13 | 4 |
| 4    | CSM Târgu Mureș  | 3 | 0 | 0 | 3 | 65 | 94 | – 29 | 0 |

Astfel, la sfârșitul sezonului 2018-2019
- CSM Slatina și „U” Cluj au rămas în Liga Națională;
- HCM Slobozia și CS Rapid București au promovat în Liga Națională;

## Pedepse disciplinare
1) Pe 22 august 2018, handbalista Alexandra Andrei a fost penalizată cu 5.000 de lei de către Comisia Centrală de Disciplină a FRH și suspendată pentru 6 luni, începând cu ziua ședinței, pentru semnarea unor contracte de joc cu două echipe diferite. Ulterior, în urma apelului înaintat de sportivă, sancțiunea a fost redusă la o penalitate de 2.500 de lei și o suspendare timp de o lună.
2) În timpul meciului din 13 septembrie 2018, din etapa a II-a, desfășurat împotriva SCM Râmnicu Vâlcea, antrenorul Bogdan Burcea a retras pentru câteva minute echipa SCM Craiova de pe teren, nemulțumit de unele decizii ale arbitrilor. Deși echipa a revenit în joc, antrenorul a fost sancționat cu cartonaș roșu și cartonaș albastru. Acțiunea sa a fost judecată în ședința Comisiei Centrale de Disciplină a FRH din 19 septembrie 2018, iar Burcea a fost suspendat pentru cinci etape, începând cu ziua ședinței, și penalizat cu o amendă de 2.000 de lei. Ulterior, în urma apelului înaintat de antrenor suspendarea a fost anulată, sancțiunea fiind transformată în plata unei amenzi totale de 4.000 de lei.

## Clasamentul marcatoarelor
Actualizat pe data de 19 mai 2019; modificat după retragerea CSM Roman din Liga Națională2)
| Poz.                        | Nume                         | Echipă             | Goluri | Meciuri |
| --------------------------- | ---------------------------- | ------------------ | ------ | ------- |
| Trofeul Simona Arghir Sandu | Alina Vătu (ROU)             | HC Dunărea Brăila  | 179    | 24      |
| 2                           | Mihaela Senocico-Ani (ROU)   | „U” Cluj           | 160    | 24      |
| 3                           | Ada Moldovan (ROU)           | CS Măgura Cisnădie | 148    | 24      |
| 4                           | Oana Țiplea (ROU)            | CS Măgura Cisnădie | 140    | 24      |
| 5                           | Sylwia Lisewska (POL)        | CS Minaur          | 129    | 24      |
| 6                           | Claudia Constantinescu (ROU) | CSM București      | 128    | 24      |
| 6                           | Irina Glibko (UKR)           | SCM Râmnicu Vâlcea | 128    | 24      |
| 6                           | Diana Lazăr (ROU)            | „U” Cluj           | 128    | 24      |
| 9                           | Sorina Tîrcă (ROU)           | Corona Brașov      | 111    | 24      |
| 10                          | Elena Livrinikj (MKD)        | CSM Galați         | 110    | 24      |